# Elecciones generales de Honduras de 2021
Las elecciones generales de Honduras de 2021 se realizaron el 28 de noviembre de 2021. En ellas fueron elegidas los representantes de la población en los cargos de elección popular:
- Presidente de Honduras: jefe de Estado de Honduras que ejerce las funciones de dirección del Poder Ejecutivo de Honduras, y comandante general de las Fuerzas Armadas.
- 128 diputados titulares al Congreso de Honduras y 128 suplentes.
- 20 diputados titulares al Parlamento Centroamericano y 20 suplentes.
- 298 alcaldes y 298 vicealcaldes, así como 2092 regidores.

El organismo encargado de la organización de las elecciones fue por vez primera el Consejo Nacional Electoral (CNE), creado en 2019. Participaron tres nuevos partidos políticos: Partido Salvador de Honduras, Todos Somos Honduras y Partido Liberación Democrático de Honduras. También se aprobó una nueva Ley Electoral por la cual representantes de los tres partidos políticos más grandes pasaron a componer todos los entes electorales.
El proceso se desarrolló con normalidad, contando con la mayor participación de electores desde las elecciones de 2001. La ganadora fue Xiomara Castro, siendo la primera vez que una mujer fue electa para liderar el Poder Ejecutivo y la primera victoria electoral en ese nivel para el socialista Partido Libertad y Refundación, logrando así el fin de más de 119 años de bipartidismo político, dominados por el Partido Nacional y el Partido Liberal.

## Sistema electoral
El presidente es elegido por mayoría simple, y el candidato que recibe la mayor cantidad de votos es declarado ganador.
Los 128 miembros del Congreso Nacional son elegidos por representación proporcional de lista abierta en 18 distritos electorales de múltiples miembros equivalentes a los departamentos del país, estos varían en cantidad de escaños de 1 a 23. Los asientos se asignan utilizando la cuota Hare.

## Elecciones internas
Las elecciones internas se realizaron el 14 de marzo de 2021. En ellas participaron el oficialista Partido Nacional (PNH), el Partido Liberal (PLH) y Libertad y Refundación (Libre). El CNE estableció una carga electoral de 4,832,117 votantes, discrepando con la cifra de personas con capacidad legal para votar según el Registro Nacional de las Personas: 5,137,277 votantes. Se enviaron papeletas correspondientes al 65 % de la carga electoral y se dispusieron un total de 23,880 mesas electorales a nivel nacional, 7,960 por cada partido político.
El primer informe oficial de resultados lo emitió el Consejo Nacional Electoral (CNE) mediante un boletín a las 9 de la noche del 17 de marzo, lo cual supuso la demora más larga desde el cierre de urnas hasta la emisión de un resultado preliminar oficial en una elección interna o general desde 1981: de casi 70 horas. Cuatro días después el CNE habilitó un sitio web para mostrar el avance del conteo de votos.
El primer informe de resultados del CNE mostraba a los tres primeros lugares de cada partido político aventajando por una gran diferencia porcentual: en el Partido Nacional a Tito Asfura con el 74 % (101 573 votos) y a Mauricio Oliva con el 26 % (36 258 votos); en el Partido Liberal a Yani Rosenthal con 55% (35 850 votos) y a su principal opositor, Luis Zelaya, con el 29 % (18 997 votos); y en Libre a Xiomara Castro con el 76 %. Como consecuencia, al día siguiente Oliva reconoció su derrota frente a lo que calificó como «una tendencia irreversible» a favor del candidato Asfura, quien respondió con un mensaje de unidad al primero. Por otro lado, en el PLH el movimiento del precandidato Zelaya Medrano emitió un comunicado condenando la «ausencia de transparencia por parte del CNE», rechazando «los resultados de unas actas y del conteo de votos que no puede ser cotejado con las actas en poder de los diferentes movimientos» y hablando de un «clima de fraude que comenzó la tarde del 14 de marzo». Además, Zelaya dijo vía Twitter que el CNE buscaba «imponer» un ganador.

### Resultados por partido

#### Nivel presidencial
| Movimiento                                                                              | Movimiento                           | Candidatos                         | Votos                              | Total                                                                                          | Mapa |
| Partido Nacional de Honduras (PNH)                                                      | Partido Nacional de Honduras (PNH)   | Partido Nacional de Honduras (PNH) | Partido Nacional de Honduras (PNH) | Partido Nacional de Honduras (PNH)                                                             | Partido Nacional de Honduras (PNH) |
| --------------------------------------------------------------------------------------- | ------------------------------------ | ---------------------------------- | ---------------------------------- | ---------------------------------------------------------------------------------------------- | --- |
|                                                                                         | Unidad y Esperanza                   | Nasry Asfura                       | 681,701 (70.12%)                   | Votos válidos: 972,139 Votos nulos: 86,369 Votos en blanco: 108,791 Total: 1,167,299 (46.53 %) | Nasry Asfura 80%-90% Nasry Asfura 70%-80% Nasry Asfura 60%-70% Nasry Asfura 50%-60% Mauricio Oliva 50%-60%                                                                    |
|                                                                                         | Juntos Podemos                       | Mauricio Oliva                     | 290,438 (29.88%)                   | Votos válidos: 972,139 Votos nulos: 86,369 Votos en blanco: 108,791 Total: 1,167,299 (46.53 %) | Nasry Asfura 80%-90% Nasry Asfura 70%-80% Nasry Asfura 60%-70% Nasry Asfura 50%-60% Mauricio Oliva 50%-60%                                                                    |
| Partido Liberal de Honduras (PLH)                                                       |                                      |                                    |                                    |                                                                                                | |
|                                                                                         | Movimiento Yanista                   | Yani Rosenthal                     | 339,001 (49.97%)                   | Votos Válidos: 678,370 Votos nulos: 41,460 Votos en blanco: 58,867 Total: 778,697 (31.04 %)    | Yani Rosenthal 70%-80% Yani Rosenthal 60%-70% Yani Rosenthal 50%-60% Yani Rosenthal 40%-50% Luis Zelaya 60%-70% Luis Zelaya 50%-60% Luis Zelaya 30%-40% Darío Banegas 30%-40% |
|                                                                                         | La Esperanza de Honduras             | Darío Banegas                      | 109,127 (16.09 %)                  | Votos Válidos: 678,370 Votos nulos: 41,460 Votos en blanco: 58,867 Total: 778,697 (31.04 %)    | Yani Rosenthal 70%-80% Yani Rosenthal 60%-70% Yani Rosenthal 50%-60% Yani Rosenthal 40%-50% Luis Zelaya 60%-70% Luis Zelaya 50%-60% Luis Zelaya 30%-40% Darío Banegas 30%-40% |
|                                                                                         | Recuperar Honduras                   | Luis Zelaya                        | 230,242 (33.94 %)                  | Votos Válidos: 678,370 Votos nulos: 41,460 Votos en blanco: 58,867 Total: 778,697 (31.04 %)    | Yani Rosenthal 70%-80% Yani Rosenthal 60%-70% Yani Rosenthal 50%-60% Yani Rosenthal 40%-50% Luis Zelaya 60%-70% Luis Zelaya 50%-60% Luis Zelaya 30%-40% Darío Banegas 30%-40% |
| Libertad y Refundación (Libre)                                                          |                                      |                                    |                                    |                                                                                                | |
|                                                                                         | Nueva Corriente                      | Carlos Eduardo Reina               | 25,368 (4.96,%)                    | Votos Válidos: 511,201 votos nulos: 26,123 Votos en blanco: 25,106 Total: 562,430 (22.43 %)    | Xiomara Castro >90% Xiomara Castro 80%-90% Xiomara Castro 70%-80% Xiomara Castro 60%-70%                                                                                      |
|                                                                                         | Honduras Libre                       | Wilfredo Méndez                    | 22,600 (4.42 %)                    | Votos Válidos: 511,201 votos nulos: 26,123 Votos en blanco: 25,106 Total: 562,430 (22.43 %)    | Xiomara Castro >90% Xiomara Castro 80%-90% Xiomara Castro 70%-80% Xiomara Castro 60%-70%                                                                                      |
|                                                                                         | 5 de Julio                           | Nelson Ávila                       | 58,995 (11.54 %)                   | Votos Válidos: 511,201 votos nulos: 26,123 Votos en blanco: 25,106 Total: 562,430 (22.43 %)    | Xiomara Castro >90% Xiomara Castro 80%-90% Xiomara Castro 70%-80% Xiomara Castro 60%-70%                                                                                      |
|                                                                                         | Somos+                               | Xiomara Castro                     | 404,238 (79.08,%)                  | Votos Válidos: 511,201 votos nulos: 26,123 Votos en blanco: 25,106 Total: 562,430 (22.43 %)    | Xiomara Castro >90% Xiomara Castro 80%-90% Xiomara Castro 70%-80% Xiomara Castro 60%-70%                                                                                      |
|                                                                                         | M-28 Poder para Vos                  | Xiomara Castro                     | 404,238 (79.08,%)                  | Votos Válidos: 511,201 votos nulos: 26,123 Votos en blanco: 25,106 Total: 562,430 (22.43 %)    | Xiomara Castro >90% Xiomara Castro 80%-90% Xiomara Castro 70%-80% Xiomara Castro 60%-70%                                                                                      |
|                                                                                         | Fuerza de Refundación Popular FRP    | Xiomara Castro                     | 404,238 (79.08,%)                  | Votos Válidos: 511,201 votos nulos: 26,123 Votos en blanco: 25,106 Total: 562,430 (22.43 %)    | Xiomara Castro >90% Xiomara Castro 80%-90% Xiomara Castro 70%-80% Xiomara Castro 60%-70%                                                                                      |
|                                                                                         | Pueblo Organizado en Resistencia POR | Xiomara Castro                     | 404,238 (79.08,%)                  | Votos Válidos: 511,201 votos nulos: 26,123 Votos en blanco: 25,106 Total: 562,430 (22.43 %)    | Xiomara Castro >90% Xiomara Castro 80%-90% Xiomara Castro 70%-80% Xiomara Castro 60%-70%                                                                                      |
|                                                                                         | Pueblo Libre                         | Xiomara Castro                     | 404,238 (79.08,%)                  | Votos Válidos: 511,201 votos nulos: 26,123 Votos en blanco: 25,106 Total: 562,430 (22.43 %)    | Xiomara Castro >90% Xiomara Castro 80%-90% Xiomara Castro 70%-80% Xiomara Castro 60%-70%                                                                                      |
|                                                                                         | AAAMEL                               | Xiomara Castro                     | 404,238 (79.08,%)                  | Votos Válidos: 511,201 votos nulos: 26,123 Votos en blanco: 25,106 Total: 562,430 (22.43 %)    | Xiomara Castro >90% Xiomara Castro 80%-90% Xiomara Castro 70%-80% Xiomara Castro 60%-70%                                                                                      |
| Total                                                                                   | Total                                | Total                              | Total                              | 2,508,426 (100.00 %)                                                                           | 2,508,426 (100.00 %) |
| Fuente: Consejo Nacional Electoral Archivado el 15 de abril de 2021 en Wayback Machine. |                                      |                                    |                                    |                                                                                                | |

Resultados por departamento
| Movimientos                                                                             | Candidatos                         | Votos                              | Votos                              | Votos                              | Votos                              | Votos                              | Votos                              | Votos                              | Votos                              | Votos                              | Votos                              | Votos                              | Votos                              | Votos                              | Votos                              | Votos                              | Votos                              | Votos                              | Votos                              | Votos                              |                                    |
| Movimientos                                                                             | Candidatos                         | Por departamentos (en miles)       | Por departamentos (en miles)       | Por departamentos (en miles)       | Por departamentos (en miles)       | Por departamentos (en miles)       | Por departamentos (en miles)       | Por departamentos (en miles)       | Por departamentos (en miles)       | Por departamentos (en miles)       | Por departamentos (en miles)       | Por departamentos (en miles)       | Por departamentos (en miles)       | Por departamentos (en miles)       | Por departamentos (en miles)       | Por departamentos (en miles)       | Por departamentos (en miles)       | Por departamentos (en miles)       | Por departamentos (en miles)       | Total                              |                                    |
| Movimientos                                                                             | Candidatos                         | AT                                 | CL                                 | CM                                 | CP                                 | CR                                 | CH                                 | EP                                 | FM                                 | GD                                 | IN                                 | IB                                 | LP                                 | LE                                 | OC                                 | OL                                 | SB                                 | VA                                 | YR                                 | Total                              |                                    |
| Partido Nacional de Honduras (PNH)                                                      | Partido Nacional de Honduras (PNH) | Partido Nacional de Honduras (PNH) | Partido Nacional de Honduras (PNH) | Partido Nacional de Honduras (PNH) | Partido Nacional de Honduras (PNH) | Partido Nacional de Honduras (PNH) | Partido Nacional de Honduras (PNH) | Partido Nacional de Honduras (PNH) | Partido Nacional de Honduras (PNH) | Partido Nacional de Honduras (PNH) | Partido Nacional de Honduras (PNH) | Partido Nacional de Honduras (PNH) | Partido Nacional de Honduras (PNH) | Partido Nacional de Honduras (PNH) | Partido Nacional de Honduras (PNH) | Partido Nacional de Honduras (PNH) | Partido Nacional de Honduras (PNH) | Partido Nacional de Honduras (PNH) | Partido Nacional de Honduras (PNH) | Partido Nacional de Honduras (PNH) | Partido Nacional de Honduras (PNH) |
| --------------------------------------------------------------------------------------- | ---------------------------------- | ---------------------------------- | ---------------------------------- | ---------------------------------- | ---------------------------------- | ---------------------------------- | ---------------------------------- | ---------------------------------- | ---------------------------------- | ---------------------------------- | ---------------------------------- | ---------------------------------- | ---------------------------------- | ---------------------------------- | ---------------------------------- | ---------------------------------- | ---------------------------------- | ---------------------------------- | ---------------------------------- | ---------------------------------- | ---------------------------------- |
| Unidad y Esperanza                                                                      | Nasry Asfura                       | 27.8                               | 18.6                               | 39.5                               | 41.3                               | 45.7                               | 30.6                               | 51.9                               | 156.6                              | 3.7                                | 26.2                               | 4.3                                | 21.9                               | 47.0                               | 16.6                               | 52.5                               | 37.9                               | 11.4                               | 48.0                               | 681 701 (70.12 %)                  |                                    |
| Juntos Podemos                                                                          | Mauricio Oliva                     | 7.8                                | 12.3                               | 7.6                                | 14.7                               | 39.1                               | 44.7                               | 14.7                               | 34.1                               | 4.3                                | 10.5                               | 0.5                                | 5.9                                | 14.9                               | 8.8                                | 13.6                               | 27.5                               | 16.2                               | 13.0                               | 290 438 (29.88 %)                  |                                    |
| Partido Liberal de Honduras (PLH)                                                       |                                    |                                    |                                    |                                    |                                    |                                    |                                    |                                    |                                    |                                    |                                    |                                    |                                    |                                    |                                    |                                    |                                    |                                    |                                    |                                    |                                    |
| Movimiento Yanista                                                                      | Yani Rosenthal                     | 12.8                               | 8.5                                | 18.9                               | 29.5                               | 52.9                               | 14.0                               | 23.6                               | 49.5                               | 4.1                                | 8.6                                | 7.0                                | 10.1                               | 22.9                               | 13.5                               | 14.1                               | 17.9                               | 10.4                               | 21.4                               | 339 001 (49.97 %)                  |                                    |
| La Esperanza de Honduras                                                                | Darío Banegas                      | 3.7                                | 1.1                                | 3.9                                | 3.5                                | 20.3                               | 17.8                               | 7.5                                | 15.3                               | 0.2                                | 2.7                                | 2.0                                | 3.0                                | 5.6                                | 0.8                                | 15.9                               | 2.2                                | 1.1                                | 2.3                                | 109 127 (16.09 %)                  |                                    |
| Recuperar Honduras                                                                      | Luis Zelaya                        | 17.6                               | 5.7                                | 13.7                               | 12.9                               | 33.4                               | 20.3                               | 10.5                               | 43.8                               | 2.0                                | 6.1                                | 1.9                                | 8.8                                | 3.3                                | 4.6                                | 10.9                               | 4.2                                | 18.8                               | 12.1                               | 230 242 (33.94 %)                  |                                    |
| Libertad y Refundación (Libre)                                                          |                                    |                                    |                                    |                                    |                                    |                                    |                                    |                                    |                                    |                                    |                                    |                                    |                                    |                                    |                                    |                                    |                                    |                                    |                                    |                                    |                                    |
| Nueva Corriente                                                                         | Carlos Eduardo Reina               | 1.0                                | 1.1                                | 0.7                                | 1.5                                | 6.1                                | 0.5                                | 0.9                                | 4.2                                | 0.8                                | 0.6                                | 0.1                                | 0.4                                | 2.6                                | 0.2                                | 1.5                                | 1.3                                | 0.4                                | 1.0                                | 25 368 (4.96 %)                    |                                    |
| Honduras Libre                                                                          | Wilfredo Méndez                    | 0.7                                | 0.8                                | 1.3                                | 0.4                                | 4.1                                | 0.6                                | 1.2                                | 5.1                                | 0.2                                | 2.3                                | 0.1                                | 0.9                                | 1.3                                | 0.2                                | 0.6                                | 0.9                                | 0.7                                | 1.1                                | 22 600 (4.42 %)                    |                                    |
| 5 de julio                                                                              | Nelson Ávila                       | 2.0                                | 1.2                                | 2.5                                | 1.0                                | 17.7                               | 1.3                                | 1.2                                | 21.8                               | 0.1                                | 1.3                                | 0.1                                | 0.8                                | 0.7                                | 0.2                                | 1.4                                | 2.5                                | 0.4                                | 2.9                                | 58 995 (11.54 %)                   |                                    |
| Somos+                                                                                  | Xiomara Castro                     | 16.0                               | 22.4                               | 18.1                               | 10.1                               | 50.9                               | 20.1                               | 24.4                               | 63.7                               | 8.9                                | 11.0                               | 1.6                                | 9.1                                | 24.3                               | 4.9                                | 45.2                               | 38.7                               | 5.4                                | 29.1                               | 404 238 (81.08 %)                  |                                    |
| M-28 Poder para Vos                                                                     | Xiomara Castro                     | 16.0                               | 22.4                               | 18.1                               | 10.1                               | 50.9                               | 20.1                               | 24.4                               | 63.7                               | 8.9                                | 11.0                               | 1.6                                | 9.1                                | 24.3                               | 4.9                                | 45.2                               | 38.7                               | 5.4                                | 29.1                               | 404 238 (81.08 %)                  |                                    |
| Fuerza de Refundación Popular FRP                                                       | Xiomara Castro                     | 16.0                               | 22.4                               | 18.1                               | 10.1                               | 50.9                               | 20.1                               | 24.4                               | 63.7                               | 8.9                                | 11.0                               | 1.6                                | 9.1                                | 24.3                               | 4.9                                | 45.2                               | 38.7                               | 5.4                                | 29.1                               | 404 238 (81.08 %)                  |                                    |
| Pueblo Organizado en Resistencia POR                                                    | Xiomara Castro                     | 16.0                               | 22.4                               | 18.1                               | 10.1                               | 50.9                               | 20.1                               | 24.4                               | 63.7                               | 8.9                                | 11.0                               | 1.6                                | 9.1                                | 24.3                               | 4.9                                | 45.2                               | 38.7                               | 5.4                                | 29.1                               | 404 238 (81.08 %)                  |                                    |
| Pueblo Libre                                                                            | Xiomara Castro                     | 16.0                               | 22.4                               | 18.1                               | 10.1                               | 50.9                               | 20.1                               | 24.4                               | 63.7                               | 8.9                                | 11.0                               | 1.6                                | 9.1                                | 24.3                               | 4.9                                | 45.2                               | 38.7                               | 5.4                                | 29.1                               | 404 238 (81.08 %)                  |                                    |
| Alianza Anticorrupción Antiimpunidad Movimiento Esperanza y Libertad AAAMEL             | Xiomara Castro                     | 16.0                               | 22.4                               | 18.1                               | 10.1                               | 50.9                               | 20.1                               | 24.4                               | 63.7                               | 8.9                                | 11.0                               | 1.6                                | 9.1                                | 24.3                               | 4.9                                | 45.2                               | 38.7                               | 5.4                                | 29.1                               | 404 238 (81.08 %)                  |                                    |
| Total                                                                                   | Total                              | Total                              | Total                              | Total                              | Total                              | Total                              | Total                              | Total                              | Total                              | Total                              | Total                              | Total                              | Total                              | Total                              | Total                              | Total                              | Total                              | Total                              | Total                              | 2 508 426 (100.00 %)               |                                    |
| Fuente: Consejo Nacional Electoral Archivado el 15 de abril de 2021 en Wayback Machine. |                                    |                                    |                                    |                                    |                                    |                                    |                                    |                                    |                                    |                                    |                                    |                                    |                                    |                                    |                                    |                                    |                                    |                                    |                                    |                                    |                                    |

#### Nivel legislativo
| Partido                                                                                 | Movimientos              | Diputados         | Diputados         | Diputados         | Diputados         | Diputados         | Diputados         | Diputados         | Diputados         | Diputados         | Diputados         | Diputados         | Diputados         | Diputados         | Diputados         | Diputados         | Diputados         | Diputados         | Diputados         | Diputados | Votos     | Sumatoria de votos válidos |
| Partido                                                                                 | Movimientos              | Por departamentos | Por departamentos | Por departamentos | Por departamentos | Por departamentos | Por departamentos | Por departamentos | Por departamentos | Por departamentos | Por departamentos | Por departamentos | Por departamentos | Por departamentos | Por departamentos | Por departamentos | Por departamentos | Por departamentos | Por departamentos | Total     | Votos     | Sumatoria de votos válidos |
| Partido                                                                                 | Movimientos              | AT                | CL                | CM                | CP                | CR                | CH                | EP                | FM                | GD                | IN                | IB                | LP                | LE                | OC                | OL                | SB                | VA                | YR                | Total     | Votos     | Sumatoria de votos válidos |
| --------------------------------------------------------------------------------------- | ------------------------ | ----------------- | ----------------- | ----------------- | ----------------- | ----------------- | ----------------- | ----------------- | ----------------- | ----------------- | ----------------- | ----------------- | ----------------- | ----------------- | ----------------- | ----------------- | ----------------- | ----------------- | ----------------- | --------- | --------- | -------------------------- |
| PNH                                                                                     | Unidad y Esperanza       | 8                 | 2                 | 4                 | 7                 | 6                 | 1                 | 5                 | 23                | 0                 | 3                 | 1                 | 3                 | 5                 | 1                 | 7                 | 3                 | 0                 | 9                 | 88        | 4 249 152 | 6 757 867                  |
| PNH                                                                                     | Juntos Podemos           | 0                 | 2                 | 3                 | 0                 | 14                | 8                 | 1                 | 0                 | 1                 | 0                 | 0                 | 0                 | 0                 | 1                 | 0                 | 6                 | 4                 | 0                 | 40        | 2 508 715 | 6 757 867                  |
| PLH                                                                                     | Movimiento Yanista       | 1                 | 4                 | 5                 | 6                 | 20                | 0                 | 6                 | 10                | 1                 | 2                 | 1                 | 0                 | 5                 | 2                 | 3                 | 9                 | 0                 | 9                 | 84        | 2 185 346 | 4 777 922                  |
| PLH                                                                                     | La Esperanza de Honduras | 0                 | 0                 | 0                 | 0                 | 0                 | 4                 | 0                 | 0                 | 0                 | 0                 | 0                 | 0                 | 0                 | 0                 | 3                 | 0                 | 0                 | 0                 | 7         | 887 478   | 4 777 922                  |
| PLH                                                                                     | Recuperar Honduras       | 7                 | 0                 | 2                 | 1                 | 0                 | 5                 | 0                 | 13                | 0                 | 1                 | 0                 | 3                 | 0                 | 0                 | 1                 | 0                 | 4                 | 0                 | 37        | 1 705 098 | 4 777 922                  |
| Libre                                                                                   |                          |                   |                   |                   |                   |                   |                   |                   |                   |                   |                   |                   |                   |                   |                   |                   |                   |                   |                   |           |           |                            |
| Nueva Corriente                                                                         | 0                        | 0                 | 0                 | 2                 | 1                 | 0                 | Ea                | 2                 | Ea                | 0                 | Ea                | 0                 | 0                 | Ea                | 0                 | 0                 | 0                 | 0                 | 5                 | -         | -         |                            |
| Honduras Libre                                                                          | 0                        | 0                 | 0                 | 0                 | 0                 | 0                 | Ea                | 0                 | 0                 | 0                 | Ea                | 0                 | 2                 | Ea                | 0                 | 0                 | 0                 | 0                 | 2                 | -         | -         |                            |
| 5 de julio                                                                              | 0                        | 0                 | 0                 | 0                 | 0                 | 0                 | 0                 | 1                 | 0                 | 0                 | 0                 | 0                 | 0                 | 0                 | 0                 | 0                 | 0                 | 0                 | 1                 | -         | -         |                            |
| Somos+                                                                                  | 1                        | Ea                | 0                 | 0                 | 0                 | Ea                | 2                 | 4                 | 0                 | 0                 | 0                 | Ea                | 1                 | Ea                | 0                 | 2                 | 1                 | Ea                | 11                | -         | -         |                            |
| M-28 Poder para Vos                                                                     | 2                        | 3                 | 4                 | Ea                | 10                | Ea                | 3                 | 5                 | Ea                | 1                 | Ea                | Ea                | Ea                | Ea                | Ea                | 3                 | 0                 | 0                 | 31                | -         | -         |                            |
| FRP                                                                                     | 4                        | Ea                | 1                 | Ea                | 6                 | 3                 | 1                 | 8                 | Ea                | 1                 | Ea                | Ea                | 0                 | Ea                | 4                 | 3                 | 2                 | Ea                | 33                | -         | -         |                            |
| POR                                                                                     | 1                        | 0                 | 2                 | Ea                | 3                 | Ea                | 0                 | 3                 | Ea                | 1                 | Ea                | 0                 | Ea                | Ea                | Ea                | 1                 | 1                 | 0                 | 12                | -         | -         |                            |
| Pueblo Libre                                                                            | 0                        | 0                 | 0                 | Ea                | 0                 | Ea                | 0                 | 0                 | 0                 | 0                 | Ea                | 0                 | 0                 | 0                 | 0                 | 0                 | 0                 | 0                 | 0                 | -         | -         |                            |
| AAAMEL                                                                                  | 0                        | 0                 | 0                 | 0                 | 0                 | 1                 | 0                 | 0                 | 0                 | 0                 | 0                 | Ea                | 0                 | 0                 | 0                 | 0                 | 0                 | 0                 | 1                 | -         | -         |                            |
| FRP — Somos+                                                                            | -                        | 1                 | -                 | -                 | -                 | -                 | -                 | -                 | -                 | -                 | -                 | -                 | -                 | 1                 | -                 | -                 | -                 | 9                 | 11                | -         | -         |                            |
| FRP — Pueblo Libre                                                                      | -                        | -                 | -                 | 1                 | -                 | -                 | -                 | -                 | -                 | -                 | -                 | -                 | -                 | -                 | -                 | -                 | -                 | -                 | 1                 | -         | -         |                            |
| M28 — POR                                                                               | -                        | -                 | -                 | 4                 | -                 | -                 | -                 | -                 | 1                 | -                 | -                 | -                 | 2                 | 1                 | 3                 | -                 | -                 | -                 | 11                | -         | -         |                            |
| M28 — POR — Pueblo Libre — Somos+                                                       | -                        | -                 | -                 | -                 | -                 | 5                 | -                 | -                 | -                 | -                 | -                 | -                 | -                 | -                 | -                 | -                 | -                 | -                 | 5                 | -         | -         |                            |
| M28 — POR — Pueblo Libre — FRP                                                          | -                        | -                 | -                 | -                 | -                 | -                 | -                 | -                 | -                 | -                 | 1                 | -                 | -                 | -                 | -                 | -                 | -                 | -                 | 1                 | -         | -         |                            |
| Honduras Libre — Nueva Corriente                                                        | -                        | -                 | -                 | -                 | -                 | -                 | 0                 | -                 | -                 | -                 | 0                 | -                 | -                 | 0                 | -                 | -                 | -                 | -                 | 0                 | -         | -         |                            |
| FRP — Nueva Corriente                                                                   | -                        | -                 | -                 | -                 | -                 | -                 | -                 | -                 | 0                 | -                 | -                 | -                 | -                 | -                 | -                 | -                 | -                 | -                 | 0                 | -         | -         |                            |
| FRP — M28                                                                               | -                        | -                 | -                 | -                 | -                 | -                 | -                 | -                 | -                 | -                 | -                 | 2                 | -                 | -                 | -                 | -                 | -                 | -                 | 2                 | -         | -         |                            |
| AAAMEL — Somos+                                                                         | -                        | -                 | -                 | -                 | -                 | -                 | -                 | -                 | -                 | -                 | -                 | 1                 | -                 | -                 | -                 | -                 | -                 | -                 | 1                 | -         | -         |                            |
| Total                                                                                   | Total                    | Total             | Total             | Total             | Total             | Total             | Total             | Total             | Total             | Total             | Total             | Total             | Total             | Total             | Total             | Total             | Total             | Total             | Total             | Total     | Total     | -                          |
| Fuente: Consejo Nacional Electoral Archivado el 15 de abril de 2021 en Wayback Machine. |                          |                   |                   |                   |                   |                   |                   |                   |                   |                   |                   |                   |                   |                   |                   |                   |                   |                   |                   |           |           |                            |

  Ea   En alianza

#### Nivel municipal
| Partido                                                                                 | Movimientos              | Alcaldes / Votos (en miles) | Alcaldes / Votos (en miles) | Alcaldes / Votos (en miles) | Alcaldes / Votos (en miles) | Alcaldes / Votos (en miles) | Alcaldes / Votos (en miles) | Alcaldes / Votos (en miles) | Alcaldes / Votos (en miles) | Alcaldes / Votos (en miles) | Alcaldes / Votos (en miles) | Alcaldes / Votos (en miles) | Alcaldes / Votos (en miles) | Alcaldes / Votos (en miles) | Alcaldes / Votos (en miles) | Alcaldes / Votos (en miles) | Alcaldes / Votos (en miles) | Alcaldes / Votos (en miles) | Alcaldes / Votos (en miles) | Alcaldes / Votos (en miles) | Sumatoria          |
| Partido                                                                                 | Movimientos              | Por departamentos           | Por departamentos           | Por departamentos           | Por departamentos           | Por departamentos           | Por departamentos           | Por departamentos           | Por departamentos           | Por departamentos           | Por departamentos           | Por departamentos           | Por departamentos           | Por departamentos           | Por departamentos           | Por departamentos           | Por departamentos           | Por departamentos           | Por departamentos           | Total                       | Sumatoria          |
| Partido                                                                                 | Movimientos              | AT                          | CL                          | CM                          | CP                          | CR                          | CH                          | EP                          | FM                          | GD                          | IN                          | IB                          | LP                          | LE                          | OC                          | OL                          | SB                          | VA                          | YR                          | Total                       | Sumatoria          |
| --------------------------------------------------------------------------------------- | ------------------------ | --------------------------- | --------------------------- | --------------------------- | --------------------------- | --------------------------- | --------------------------- | --------------------------- | --------------------------- | --------------------------- | --------------------------- | --------------------------- | --------------------------- | --------------------------- | --------------------------- | --------------------------- | --------------------------- | --------------------------- | --------------------------- | --------------------------- | ------------------ |
| PNH                                                                                     | Unidad y Esperanza       | 7                           | 3                           | 19                          | 28                          | 7                           | 4                           | 15                          | 26                          | 2                           | 13                          | 3                           | 18                          | 22                          | 12                          | 21                          | 13                          | 0                           | 10                          | 214 (71.8 %)                | Válidos: 1 056 032 |
| PNH                                                                                     | Unidad y Esperanza       | 25.4                        | 17.7                        | 40.8                        | 46.0                        | 40.2                        | 30.4                        | 42.1                        | 144.6                       | 3.3                         | 24.7                        | 4.3                         | 23.4                        | 49.9                        | 18.0                        | 18.0                        | 50.7                        | 30.6                        | 49.6                        | 650 097                     | Válidos: 1 056 032 |
| PNH                                                                                     | Juntos Podemos           | 1                           | 7                           | 2                           | 5                           | 5                           | 12                          | 4                           | 2                           | 4                           | 4                           | 1                           | 1                           | 6                           | 4                           | 2                           | 15                          | 9                           | 1                           | 84 (28.2 %)                 | Válidos: 1 056 032 |
| PNH                                                                                     | Juntos Podemos           | 13.5                        | 17.3                        | 11.1                        | 21.9                        | 50.2                        | 47.4                        | 28.2                        | 45.0                        | 5.6                         | 16.1                        | 0.9                         | 7.5                         | 23.5                        | 11.6                        | 22.4                        | 43.8                        | 20.7                        | 18.7                        | 405 935                     | Válidos: 1 056 032 |
| PLH                                                                                     | Movimiento Yanista       | 3                           | 7                           | 8                           | 19                          | 11                          | 4                           | 13                          | 18                          | 4                           | 6                           | 4                           | 6                           | 15                          | 15                          | 6                           | 23                          | 2                           | 6                           | 170 (57.0 %)                | Válidos: 724 114   |
| PLH                                                                                     | Movimiento Yanista       | 14.0                        | 9.3                         | 22.9                        | 34.4                        | 62.6                        | 11.8                        | 22.8                        | 50.5                        | 3.5                         | 8.5                         | 8.4                         | 9.0                         | 16.1                        | 16.2                        | 11.4                        | 21.4                        | 9.0                         | 23.5                        | 355 626                     | Válidos: 724 114   |
| PLH                                                                                     | La Esperanza de Honduras | 0                           | 1                           | 0                           | 0                           | 1                           | 6                           | 2                           | 0                           | 2                           | 0                           | 3                           | 0                           | 1                           | 8                           | 11                          | 2                           | 0                           | 0                           | 37 (12.5 %)                 | Válidos: 724 114   |
| PLH                                                                                     | La Esperanza de Honduras | 1.6                         | 1.4                         | 1.6                         | 2.6                         | 22.9                        | 25.1                        | 12.1                        | 16.9                        | 0.2                         | 1.8                         | 1.9                         | 3.0                         | 12.6                        | 0.1                         | 18.2                        | 1.9                         | 0.3                         | 1.4                         | 125 743                     | Válidos: 724 114   |
| PLH                                                                                     | Recuperar Honduras       | 5                           | 2                           | 13                          | 4                           | 0                           | 6                           | 4                           | 8                           | 2                           | 8                           | 0                           | 12                          | 5                           | 1                           | 6                           | 3                           | 7                           | 5                           | 91 (30.5 %)                 | Válidos: 724 114   |
| PLH                                                                                     | Recuperar Honduras       | 21.5                        | 5.3                         | 15.7                        | 12.5                        | 25.4                        | 19.5                        | 8.6                         | 49.6                        | 2.2                         | 8.6                         | 1.9                         | 12.2                        | 4.5                         | 4.7                         | 13.7                        | 3.5                         | 23.9                        | 12.4                        | 242 745                     | Válidos: 724 114   |
| Fuente: Consejo Nacional Electoral Archivado el 15 de abril de 2021 en Wayback Machine. |                          |                             |                             |                             |                             |                             |                             |                             |                             |                             |                             |                             |                             |                             |                             |                             |                             |                             |                             |                             |                    |

| Partido                                                                                 | Movimientos              | Distrito Central                   | Distrito Central  | Distrito Central                                               | San Pedro Sula                   | San Pedro Sula   | San Pedro Sula                                              |
| Partido                                                                                 | Movimientos              | Candidato                          | Votos             | Sumatoria                                                      | Candidato                        | Votos            | Sumatoria                                                   |
| --------------------------------------------------------------------------------------- | ------------------------ | ---------------------------------- | ----------------- | -------------------------------------------------------------- | -------------------------------- | ---------------- | ----------------------------------------------------------- |
| PNH                                                                                     | Unidad y Esperanza       | David Chávez                       | 103 078 (78.07 %) | Válidos: 132 033 Nulos: 18 209 En blanco: 5 028 Total: 155 270 | Rolando Mauricio Peña Rivera     | 10 470 (24.54 %) | Válidos: 42 667 Nulos: 3 500 En blanco: 1 301 Total: 47 468 |
| PNH                                                                                     | Juntos Podemos           | Juan Diego Zelaya Aguilar          | 28 955 (21.93 %)  | Válidos: 132 033 Nulos: 18 209 En blanco: 5 028 Total: 155 270 | Armando Calidonio Alvarado       | 32 197 (75.46 %) | Válidos: 42 667 Nulos: 3 500 En blanco: 1 301 Total: 47 468 |
| PLH                                                                                     | Movimiento Yanista       | Silvio Larios Bones                | 21 922 (36.65 %)  | Válidos: 59 813 Nulos: 3 276 En blanco: 1 631 Total: 64 720    | Óscar Darío Bardales Rivera      | 11 443 (29.58 %) | Válidos: 38 680 Nulos: 2 422 En Blanco: 1 246 Total: 42 348 |
| PLH                                                                                     | La Esperanza de Honduras | Mario Luis Noé Villafranca         | 10 574 (17.68 %)  | Válidos: 59 813 Nulos: 3 276 En blanco: 1 631 Total: 64 720    | José Antonio Rivera Matute       | 14 898 (38.52 %) | Válidos: 38 680 Nulos: 2 422 En Blanco: 1 246 Total: 42 348 |
| PLH                                                                                     | Recuperar Honduras       | José Eduardo Martell Castro        | 27 317 (45.6 7%)  | Válidos: 59 813 Nulos: 3 276 En blanco: 1 631 Total: 64 720    | Ángel Gabriel Ortiz Quezada      | 12 339 (31.90 %) | Válidos: 38 680 Nulos: 2 422 En Blanco: 1 246 Total: 42 348 |
| Libre                                                                                   | Nueva Corriente          | Walther Wilfredo Munguía Colindres | 2 554 (3.60 %)    | Válidos: 71,024 Nulos: 5,533 En blanco: 2,079 Total: 78,636    | Osman David Chávez Orellana      | 6 362 (17.83 %)  | Válidos: 35,673 Nulos: 2,647 En blanco: 1,191 Total: 39,511 |
| Libre                                                                                   | Honduras Libre           | Lidieth Díaz Valladares            | 10 569 (14.88 %)  | Válidos: 71,024 Nulos: 5,533 En blanco: 2,079 Total: 78,636    | Luis Arturo Hernández Murcia     | 1 761 (4.94 %)   | Válidos: 35,673 Nulos: 2,647 En blanco: 1,191 Total: 39,511 |
| Libre                                                                                   | 5 de Julio               | José Raúl Gavarrete Flores         | 8 396 (11.82 %)   | Válidos: 71,024 Nulos: 5,533 En blanco: 2,079 Total: 78,636    | José Santiago Rivera Escobar     | 4 986 (13.98 %)  | Válidos: 35,673 Nulos: 2,647 En blanco: 1,191 Total: 39,511 |
| Libre                                                                                   | Somos +                  | Dagoberto Suazo Zelaya             | 8 803 (12.39 %)   | Válidos: 71,024 Nulos: 5,533 En blanco: 2,079 Total: 78,636    | Nora del Carmen Collings Perdomo | 4 090 (11.47 %)  | Válidos: 35,673 Nulos: 2,647 En blanco: 1,191 Total: 39,511 |
| Libre                                                                                   | Pueblo Libre             | Ea                                 | Ea                | Válidos: 71,024 Nulos: 5,533 En blanco: 2,079 Total: 78,636    | Tomson Antúnez Colindres         | 827 (2.32 %)     | Válidos: 35,673 Nulos: 2,647 En blanco: 1,191 Total: 39,511 |
| Libre                                                                                   | AAAMEL                   | Ea                                 | Ea                | Válidos: 71,024 Nulos: 5,533 En blanco: 2,079 Total: 78,636    | Álex Javier Osorio Paz           | 1 814 (5.09 %)   | Válidos: 35,673 Nulos: 2,647 En blanco: 1,191 Total: 39,511 |
| Libre                                                                                   | FRP — Pueblo Libre       | Belinda María Carías Martínez      | 14 437 (20.33 %)  | Válidos: 71,024 Nulos: 5,533 En blanco: 2,079 Total: 78,636    | -                                | -                | Válidos: 35,673 Nulos: 2,647 En blanco: 1,191 Total: 39,511 |
| Libre                                                                                   | M28 — POR — AAAMEL       | Jorge Aldana                       | 26 265 (36.98 %)  | Válidos: 71,024 Nulos: 5,533 En blanco: 2,079 Total: 78,636    | -                                | -                | Válidos: 35,673 Nulos: 2,647 En blanco: 1,191 Total: 39,511 |
| Libre                                                                                   | M28 — POR — FRP          | -                                  | -                 | Válidos: 71,024 Nulos: 5,533 En blanco: 2,079 Total: 78,636    | Omar Menjívar Rosales            | 15,833 (44.38 %) | Válidos: 35,673 Nulos: 2,647 En blanco: 1,191 Total: 39,511 |
| Fuente: Consejo Nacional Electoral Archivado el 15 de abril de 2021 en Wayback Machine. |                          |                                    |                   |                                                                |                                  |                  |                                                             |

  Ea   En alianza

## Antecedentes
Las elecciones contaron por primera vez con la participación de tres partidos políticos creados después de las elecciones de 2017: Partido Salvador de Honduras (PSH), Todos Somos Honduras (TSH) y Partido Liberación Democrático de Honduras (LIDEHR), liderados respectivamente por Salvador Nasralla, Enrique Medina Yllescas y Lempira Viana.
Debido a la pandemia de COVID-19, el CNE elaboró un Manual de Bioseguridad para el retorno de sus funcionarios al espacio laboral y
emitió un Protocolo de Acción y Bioseguridad para las elecciones primarias y las generales. También las Juntas Receptoras de Votos contaron con un equipo de bioseguridad y se estableció que el custodio electoral del centro de votación y un miembro suplente
de cada JRV serían los encargados de supervisar el cumplimiento del protocolo.

### Reformas electorales
Tras las elecciones de 2017, se inició un proceso de reformas electorales. En enero de 2019, el Congreso Nacional aprobó una reforma constitucional que disolvió al antiguo Tribunal Supremo Electoral para dar paso a la creación de dos nuevos organismos: el Consejo Nacional Electoral (CNE), encargado de la organización y administración de los comicios, y el Tribunal de Justicia Electoral (TJE), responsable de resolver de manera exclusiva los procedimientos jurisdiccionales en materia electoral. También en agosto de 2019 el Congreso aprobó la Ley Especial para la Selección y Nombramiento de Autoridades Electorales, por la cual los entes estatales CNE, TJE y el Registro Nacional de las Personas, además de las mesas electorales y los custodios electorales, pasaron a estar integrados por representantes de los tres partidos políticos mayoritarios: el Partido Nacional, Partido Liberal y Partido Libertad y Refundación. Otro importante cambio fue la depuración del censo electoral en más de 800,000 personas, mediante un nuevo proceso de enrolamiento y la emisión de un nuevo Documento Nacional de Identificación (DNI) —antes Tarjeta de Identidad—, único documento con el que se pudo ejercer el sufragio.
El 26 de mayo de 2021 se aprobó una nueva Ley Electoral y de las Organizaciones Políticas. Con la nueva ley las Mesas Electorales Receptoras (MER), que contaban con la representación de todos los partidos políticos en contienda, se convirtieron en Juntas Receptoras de Votos (JVR), con cinco representantes: uno de cada uno de los tres partidos políticos mayoritarios y dos escogidos por propuesta de los demás partidos. Además, se comenzó a implementar el uso de un lector biométrico para comprobar la identidad del votante, se establecieron una serie de requisitos técnicos del sistema de transmisión de resultados electorales, se creó al interior del CNE la Unidad de Género, se aumentó en el financiamiento público para liderazgos de las mujeres y se establecieron nuevos requisitos para que los partidos políticos mantengan su personería jurídica.

### Alianzas

#### Candidaturas presidenciales
Tras las elecciones de 2017, los líderes de la disuelta Alianza de Oposición contra la Dictadura —entre Libertad y Refundación (Libre) y el Partido Innovación y Unidad (PINU)—, Salvador Nasralla (su candidato) Manuel Zelaya (su coordinador general) y Xiomara Castro (su primera designada) tuvieron una riña. Zelaya se había molestado con Nasralla por anunciar la creación de su partido político aún formando parte de la Alianza, y haber aceptado unilateralmente el "diálogo nacional" del presidente Hernández en medio de la crisis poselectoral que siguió a las elecciones. Luego, en agosto de 2018, él mismo dijo que la Alianza perdió las elecciones en parte por las múltiples contradicciones de Nasralla, a lo cual éste respondió que Zelaya no era un «demócrata». En noviembre del mismo año, también Xiomara llamó a Nasralla «doble moral» y «desagradecido» luego que éste dijera que si no hubiera participado junto a Zelaya, Estados Unidos hubiera permitido que él fuera presidente.
Después de las elecciones internas de marzo de 2021, Xiomara Castro invitó a Nasralla, Luis Zelaya y Yani Rosenthal —estos dos últimos líderes del Partido Liberal— a buscar la unidad de la oposición de cara a las elecciones generales. Rosenthal aceptó la invitación y dijo en abril que la alianza con Libre era «inminente», pero en mayo Castro anunció que no se lograron acuerdos y que su «alianza» es «con el pueblo». Ese mismo mes, se anunció una alianza a nivel presidencial entre los partidos Salvador de Honduras y el PINU, que se oficializó el 16 de agosto bajo el nombre Unidad Nacional Opositora de Honduras (UNOH).
A finales de agosto, Luis Zelaya invitó a Nasralla y a Xiomara Castro a reunirse para pactar un tipo de Alianza, sin resultados. El mismo mes, Nasralla había dicho que Manuel Zelaya «lo vendió» por 70 millones de lempiras, diputados en el Congreso y representación en el Consejo Nacional Electoral; también dijo que con Zelaya «hay que tener mucho cuidado, es una persona que ha matado personas en su carrera». Sin embargo, el 1 de octubre puso un tuit diciendo que Castro y Manuel Zelaya eran sus amigos. El 7 de octubre volvió a arremeter contra Libre y su candidata en un video publicado en sus redes sociales, donde también se refirió al candidato nacionalista y al liberal, diciendo que los tres eran «ladrones» y que «pertenecen a cúpulas de delincuentes». Dijo que el PLH y Libre hacían cogobierno con el PNH y que si cualquiera de los candidatos de estos tres partidos llegaban al poder, serían manipulados por Juan Orlando Hernández.
El 13 de octubre, Nasralla renunció a su candidatura presidencial para ocupar la candidatura a primer designado presidencial por Libre, lo cual fue denominado por sus dirigentes como una "Alianza del Pueblo". Se la llama "alianza de hecho" por tratarse de un pacto posterior a la fecha establecida (mayo de 2021) para realizar alianzas oficiales entre partidos políticos. El pacto incluye la promesa de conformar una futura alianza legislativa entre los diputados de Libre y el PSH, liderada por el último. Como resultado de la renuncia de Nasralla, el nuevo candidato presidencial por la UNOH pasó a ser Alexander Mira, desconocido en el ámbito público, por quien Nasralla pidió no votar para no restar votos a Libre.
El 12 de noviembre, el candidato independiente de izquierda Milton Omar Ávila alias "El Perro Amarillo" firmó un "pacto de unidad" con la candidata Xiomara Castro, anunciando su intención de votar por ella. El 23 del mismo mes, el Movimiento Independiente Dignidad y Esperanza, dirigido por el también candidato independiente e izquierdista Santos Orellana, emitió un comunicado instruyendo a sus simpatizantes a votar por Castro.

#### Candidaturas municipales
En mayo de 2021, el nacionalista David Chávez anunció que pasaría a ser el candidato a la alcaldía de una alianza conformada por el PNH y la Unificación Democrática, llamada La Obra Continúa.
El 20 de octubre los candidatos a alcalde de San Pedro Sula Omar Menjívar Rosales, del partido Libre, y Julio Montessi, del Partido Salvador de Honduras (PSH), renunciaron a sus candidaturas para cedérselas a Roberto Contreras, un empresario dueño de una cadena de restaurantes y quien, para lograr tal fin, también renunció a su candidatura a la alcaldía por un movimiento independiente. Contreras solicitó esa fecha su nueva inscripción como candidato por Libre, pero a finales del mes el CNE anunció que no lo inscribiría. Por ese motivo, entre el 30 de octubre y el 2 de noviembre, militantes de Libre protestaron frente al edificio del CNE. El 2 de noviembre, en una reunión de emergencia, dos consejeros propietarios y el consejero suplente de Rixi Moncada decidieron por unanimidad no inscribir a Contreras amparándose en el artículo 115, numeral 10 de la Ley Electoral, que dice: 
«[Se prohíbe] Inscribir como candidatos a cualquier cargo de elección popular para las elecciones generales a personas que hayan participado en otro partido o en el mismo período electoral».
La decisión fue controvertida porque a Contreras ya le había sido permitido reinscribirse como candidato independiente tras su renuncia como candidato a alcalde del Partido Liberal en esta misma elección y por el mismo ente electoral; además porque la consejera Rixi Moncada, del partido Libre y quien apoyaba la inscripción de Contreras, denunció que la sesión se realizó a sus espaldas y que fue ilegal porque el presidente del CNE se hallaba fuera del país y porque el asunto a tratar no suponía una emergencia. Finalmente, el 6 de noviembre, el CNE aceptó la inscripción de Rolando Contreras, hermano de Roberto, como candidato a alcalde de San Pedro Sula por Libre.
En medio de la controversia, el 21 de octubre el candidato a alcalde por el PSH, Carlenton Dávila, renunció para pasar a ser candidato a vicealcalde por Libre.

### Violencia electoral
Según la Oficina del Alto Comisionado de las Naciones Unidas para los Derechos Humanos (ACNUDH), desde la convocatoria de las elecciones primarias en septiembre de 2020 hasta el 18 de noviembre de 2021, se registraron 63 hechos de violencia política, entre ellos 29 muertes violentas, 14 atentados, 12 amenazas, 7 agresiones y 1 secuestro. Asimismo, de acuerdo con datos del Observatorio Nacional de la Violencia (ONV), se presentaron incidentes de violencia política en la mayoría de los departamentos del país, dirigidos principalmente contra actores políticos y candidatos(as), y sus familiares, de los tres partidos mayoritarios del país. Y según información de la Policía Nacional, al 15 de noviembre la institución había registrado 11 ataques directos contra actores políticos; aunque no atribuyeron motivaciones políticas a todos los casos. Según el recuento de la Red por la Equidad Democrática de Honduras (REDH), entre el 23 de diciembre de 2020 y el 25 de octubre de 2021 los principales afectados por la violencia pertenecieron al Partido Nacional (31), LIBRE (19) y al Partido Liberal (9), con dos casos contra candidatos independientes y un caso cada uno en los partidos Salvador de Honduras, Partido Anticorrupción y Alianza Patriótica Hondureña. Fue especialmente notorio el asesinato del alcalde y candidato a la reelección en Cantarranas, Francisco Gaitán del Partido Liberal, a quien mató a tiros un hombre en estado de ebriedad durante un evento proselitista público el 13 de noviembre de 2021.
Debido a la violencia registrada, la Alta Comisionada de las Naciones Unidas para los Derechos Humanos, Michelle Bachelet, dijo en un comunicado: «Estoy profundamente preocupada por lo que estamos observando en Honduras. Las elecciones todavía no se han celebrado, pero la violencia política ya ha alcanzado niveles inquietantes». Y llamó a que todos los sectores políticos se comprometieran a unas elecciones pacíficas. En los mismos términos se expresaron la jefa de la Misión de Observación Electoral de la Unión Europea, Željana Zovko, y el Consejo Hondureño de la Empresa Privada.

## Encuestas
| LeVote (de boca de urna)                                           | 28 nov        |       | 35.1 | 50.5 | N/A  | 12.0 |     |      |      |
| Elecciones generales del 28 de noviembre                           |               |       |      |      |      |      |     |      |      |
| TRsearch                                                           | 22-25 nov     | 1.000 | 28.2 | 42.9 | N/A  | 4.0  | 2.9 | 22.1 | N/A  |
| Tecnimerk                                                          | 24-28 oct     | N/A   | 25.5 | 38.8 | N/A  | 8.4  | N/A | 27.3 | N/A  |
| Paradigma                                                          | 14-26 oct     | 3.463 | 27.7 | 25.7 | N/A  | 6.6  | 2.0 | 23.4 | 14.6 |
| CESPAD                                                             | 14-20 oct     | 1.726 | 21.0 | 38.0 | N/A  | 3.0  | 5.0 | 21.0 | 9.0  |
| Salvador Nasralla retira su candidatura en favor de Xiomara Castro |               |       |      |      |      |      |     |      |      |
| Tecnimerk                                                          | 1-4 de oct    | N/A   | 23.4 | 31.6 | 13.0 | 7.6  | N/A | N/A  | N/A  |
| Paradigma                                                          | 14-28 sep     | 3.355 | 22,7 | 18.7 | 10,1 | 5.5  | 2.7 | 13.8 | 26.5 |
| TecniMerk                                                          | 2-9 sep       | N/A   | 22.0 | 31,0 | 15.4 | 6.5  | 0.3 | 25.0 | N/A  |
| TResearch                                                          | 8-9 sep       | 1.000 | 30.9 | 31.8 | 15.8 | 9.3  | 2.2 | 9.9  | N/A  |
| CID Gallup                                                         | 1-7 sep       | 1.288 | 21   | 18   | 18   | 13   | 2   | 28   |      |
| Paradigma                                                          | 11-26 ago     | 4.446 | 15,0 | 13.8 | 7.5  | 4.8  | 0.6 | 27.6 | 30.7 |
| Voto 2021 HN                                                       | Ago           | 3.800 | 13   | 18   | 45   | 5    | 1.5 | 6.5  | 11.0 |
| Paradigma                                                          | 28 jun-13 jul | 3.003 | 12.4 | 12,9 | 7.1  | 6.1  | 1.3 | 26.6 | 33.6 |
| TecniMerk                                                          | 1-5 jul       | N/A   | 22.7 | 27,4 | 13.2 | 8.5  | N/A | 28.2 | N/A  |
| CESPAD                                                             | 13 abr-7 may  | 1.888 | 14,9 | 11.7 | 7.9  | 6.6  | 7.6 | 51.1 | N/A  |
| Elecciones primarias realizadas el 14 de marzo de 2021             |               |       |      |      |      |      |     |      |      |
| C&E Research                                                       | 2 mar         | 600   | 14.2 | 13.8 | 15.5 | 14.1 | N/A | 14.4 | 28.0 |

## Proceso
Por primera vez, las maletas electorales se movilizaron hacia los centros de votación usando un sistema RFID para llevar un control automatizado de su ubicación. Con un acto público a las 7 a. m. los consejero del CNE dieron por iniciado el proceso electoral. Se instalaron unos 5,755 centros de votación en los cuales se dispuso de 18,293 Juntas Receptoras de Votos (JVR). Se habilitaron 20 puntos de votación en el extranjero: 14 en distintas ciudades de los Estados Unidos y 6 en América Central; habiendo estado el padrón exterior compuesto por 15,696 ciudadanos, menos del 2.5 % de la población hondureña que se estima reside en el exterior (700,000 personas). Sin embargo, un porcentaje muy reducido de los hondureños residentes en el extranjero tramitó su nuevo DNI, obligatorio para votar. Debido a que la votación en el extranjero arrancó sin un reglamento, en 11 de los 20 puntos mencionados no fue posible realizarla por la ausencia de algunos de los miembros de las JRV, lo cual impidió que un 41 % de los votantes empadronados en el exterior pudieran sufragar.
El proceso transcurrió tranquilamente y con pocos incidentes. A eso de la 1 p. m. el CNE informó sobre un presunto ataque cibernético contra sus servidores, el cual provocó que la web de la institución electoral se cayera unos instantes. Esto al final no tuvo importancia en el desarrollo del proceso electoral.
El CNE extendió la jornada de votación una hora más, hasta las 5 p. m. Aproximadamente un 45 % de los centros de votación lograron transmitir los resultados, mientras que las actas de las restantes JRV fueron llevadas al centro de cómputo en INFOP para ser procesadas allí. A las 8:50 p. m. ofreció el primer corte de resultados preliminares, donde Xiomara Castro (con un 53.4 % de los votos) aventajaba a Nasry Asfura por 19 %, con el 16.0 % de las actas transmitidas. Tras esta primera emisión, simpatizantes de Castro salieron a celebrar a las calles del país.
La publicación del conteo de votos se detuvo a las 06:55 a. m. del lunes 29 de noviembre, reportando los resultados del 53.61 % de las actas. La detención duró más de 4 horas. El CNE pidió paciencia y aseguró que continuaban trabajando. También el domingo 5 de diciembre (con el 83.97 % de las actas publicadas), el CNE detuvo el conteo de votos para dar descanso a su personal. El 3 de diciembre el CNE extendió desde esa fecha hasta el 6 de diciembre el plazo para presentar impugnaciones de actas y solicitó la presencia de 12 fiscales del Ministerio Público para combatir posibles delitos electorales.
El 9 de diciembre el CNE inició un proceso de escrutinio especial de 5,013 actas de resultados, en las que se contó cada voto en presencia de observadores internacionales. Una parte de ellas fueron apartadas para escrutinio especial por presentar inconsistencias y otra parte se seleccionaron por formar parte de las 281 impugnaciones presentadas por los candidatos en los distintos niveles.
El domingo 19 de diciembre concluyó el escrutinio del 100 % de los votos en el nivel presidencial, por lo cual al día siguiente Xiomara Castro fue oficializada por el CNE como presidenta electa, con el 51.1 % de los votos a su favor. El 28 de diciembre el CNE dio la declaratoria oficial de resultados en todos los niveles. De manera inédita, la declaración se realizó con datos incompletos, faltando verificar los votos a diputados en los departamentos de Colón y Francisco Morazán, y sin el resultado de la elección a la alcaldía en los municipios de Wampusirpi, Gracias a Dios y Duyure, Choluteca, donde se presentaron anomalías. En la declaratoria oficial se anunció también la anulación de la planilla del candidato a alcalde por el Partido Liberal, Eduardo Martell, por no presentar en el debido tiempo el reemplazo de dos candidatos a regidores que habían renunciado, dejando así la planilla incompleta.

### Conflicto en Duyure y Wampusirpi
El día de la declaratoria de resultados, el CNE, con el voto en contra del consejero nacionalista Kelvin Aguirre, anunció que se repetiría la elección a alcalde en los muinicipios de Wampusirpi, Gracias a Dios y Duyure, Choluteca. En el caso del primero, por anularse los resultados en tres Juntas Receptoras de Votos (JVR), una de las cuales no contaba con la firma ni la huella de ninguno de sus delegados y en el caso de Duyure por la votación de 186 personas con domicilio en Nicaragua. Esas personas fueron consideradas extranjeras al momento de realizarse el nuevo censo electoral, pero se les entregó DNI por tener la nacionalidad hondureña y por tanto pudieron ejercer el sufragio.
Los virtuales alcaldes electos, ambos nacionalistas, protestaron por la decisión e interpusieron recursos de amparo contra esta. Los recursos fueron admitidos por la Corte Suprema el 6 de enero, por lo cual la repetición de la elección, que había sido fijada para el 9 de enero, fue suspendida. El 17 de enero, los pobladores de ambos municipios protestaron frente al edificio de la Corte exigiendo una pronta resolución. El 25 de enero tomaron posesión las nuevas autoridades municipales en el país, con excepción de las de Duyure y Wampusirpi, cuyas antiguas autoridades continuaron actuando interinamente. El 2 de febrero otro fallo de la Corte despejó nuevamente el camino para llevarse a cabo la repetición de la elección en esos municipios.
Las elecciones en ambos municipios se llevaron a cabo el domingo el 15 de mayo de 2022. En el caso de Duyure, esta vez no se habilitó para votar a las 186 personas con residencia en Nicaragua. Quien había sido la virtual ganadora en ese municipio, la nacionalista Célfida Bustillo, renunció a su aspiración por considerar la repetición de la elección como ilegal y una violación al derecho de los votantes. El martes 16 el CNE hizo públicos los resultados: en Duyure ganó el candidato por la Alianza por Duyure y en Wampusirpi ganó el candidato nacionalista.

## Resultados
Los resultados marcaron la primera victoria a nivel presidencial del Partido Libertad y Refundación (Libre, fundado en 2011), en su tercera elección general y siendo siempre su candidata Xiomara Castro. Con esto, se convirtió en el tercer partido político en llegar a la presidencia desde 1894, habiendo sido el Partido Liberal de Honduras (PLH) y el Partido Nacional de Honduras (PNH) los únicos partidos en alcanzar el Poder Ejecutivo desde entonces (véase: Gobernantes de Honduras). La elección de Castro supuso además la primera victoria de una mujer a la presidencia del país y de un partido de ideología socialista.
Libre ganó además las principales alcaldías del país: Distrito Central y San Pedro Sula, que habían sido siempre gobernadas por los dos partidos tradicionales, habiendo sido la primera gobernada por el PNH dede 1998.
Se escogió además al primer diputado abiertamente homosexual: Víctor Grajeda, suplente de Silvia Ayala, diputada titular por el departamento de Cortés.

### Nivel presidencial
| Candidato a presidente                                       | Candidato a presidente   | Partido o alianza     | Partido o alianza | Votos     | %       |
| ------------------------------------------------------------ | ------------------------ | --------------------- | --- | --------- | ------- |
|                                                              | Xiomara Castro           |                       | Partido Libertad y Refundación (Libre)                                                                                      | 1 716 793 | 51.12 % |
|                                                              | Nasry Asfura             |                       | Partido Nacional de Honduras (PNH)                                                                                          | 1 240 260 | 36.93 % |
|                                                              | Yani Rosenthal           |                       | Partido Liberal de Honduras (PLH)                                                                                           | 335 762   | 10.00 % |
|                                                              | Milton Omar Ávila        |                       | Honduras Humana (HH, independiente)                                                                                         | 8 857     | 0.26 %  |
|                                                              | Carlos Mauricio Portillo |                       | Partido Demócrata Cristiano de Honduras (DC)                                                                                | 7 103     | 0.21 %  |
|                                                              | Romeo Vásquez Velásquez  |                       | Alianza Patriótica Hondureña (APH)                                                                                          | 6 556     | 0.20 %  |
|                                                              | Kelin Pérez Gómez        |                       | Partido Frente Amplio (El Frente)                                                                                           | 6 053     | 0.18 %  |
|                                                              | Esdras Amado López       |                       | Partido Nueva Ruta (PNR) | 5 911     | 0.18 %  |
|                                                              | Alexander Mira           |                       | Unión Opositora de Honduras (UNOH) Ver partidos de la alianza: - Partido Salvador de Honduras - Partido Innovación y Unidad | 5 711     | 0.17 %  |
|                                                              | Marlon Oniel Escoto      |                       | Partido Todos Somos Honduras (TSH)                                                                                          | 5 382     | 0.16 %  |
|                                                              | Alfonso Díaz Narváez     |                       | Unificación Democrática (UD)                                                                                                | 5 081     | 0.15 %  |
|                                                              | Julio César López        |                       | Partido Anticorrupción (PAC)                                                                                                | 4 181     | 0.12 %  |
|                                                              | José Ramón Coto          |                       | Partido Va Movimiento Solidario (Vamos)                                                                                     | 3 768     | 0.11 %  |
|                                                              | Lempira Viana            |                       | Partido Liberación Democrático de Honduras (Lidehr)                                                                         | 3 361     | 0.10 %  |
|                                                              | Santos Orlando Orellana  |                       | Movimiento Independiente Dignidad y Esperanza (MIDE)                                                                        | 3 274     | 0.10 %  |
| Votos válidos                                                | Votos válidos            | Votos válidos         | Votos válidos | 3 357 757 | 93.79 % |
| Votos en blanco                                              | Votos en blanco          | Votos en blanco       | Votos en blanco | 79 974    | 2.23 %  |
| Votos nulos                                                  | Votos nulos              | Votos nulos           | Votos nulos | 142 493   | 3.98 %  |
| Total de votos                                               | Total de votos           | Total de votos        | Total de votos | 3 580 224 | 100 %   |
| Participación                                                | Participación            | Participación         | Participación | 3 580 224 | 68.58 % |
| Abstenciones                                                 | Abstenciones             | Abstenciones          | Abstenciones | 1 602 201 | 31.42 % |
| Electores registrados                                        | Electores registrados    | Electores registrados | Electores registrados | 5 182 425 | 100 %   |
| CNE Archivado el 28 de noviembre de 2021 en Wayback Machine. |                          |                       | |           |         |

Resultados por departamento
| Partido, coalición o movimiento                                      | Partido, coalición o movimiento | Candidato          | Votos             | Votos             | Votos             | Votos             | Votos             | Votos             | Votos             | Votos             | Votos             | Votos             | Votos             | Votos             | Votos             | Votos             | Votos             | Votos             | Votos             | Votos             | Votos | Votos               |
| Partido, coalición o movimiento                                      | Partido, coalición o movimiento | Candidato          | Por departamentos | Por departamentos | Por departamentos | Por departamentos | Por departamentos | Por departamentos | Por departamentos | Por departamentos | Por departamentos | Por departamentos | Por departamentos | Por departamentos | Por departamentos | Por departamentos | Por departamentos | Por departamentos | Por departamentos | Por departamentos | Ext.  | Total (%)           |
| Partido, coalición o movimiento                                      | Partido, coalición o movimiento | Candidato          | AT                | CL                | CM                | CP                | CR                | CH                | EP                | FM                | GD                | IN                | IB                | LP                | LE                | OC                | OL                | SB                | VA                | YR                | Ext.  | Total (%)           |
| -------------------------------------------------------------------- | ------------------------------- | ------------------ | ----------------- | ----------------- | ----------------- | ----------------- | ----------------- | ----------------- | ----------------- | ----------------- | ----------------- | ----------------- | ----------------- | ----------------- | ----------------- | ----------------- | ----------------- | ----------------- | ----------------- | ----------------- | ----- | ------------------- |
|                                                                      | PAC                             | Julio López        | 427               | 89                | 195               | 112               | 526               | 112               | 120               | 962               | 422               | 81                | 5                 | 90                | 107               | 42                | 163               | 374               | 26                | 327               | 1     | 4,181 (0.12 %)      |
|                                                                      | El Frente                       | Kelin Pérez        | 207               | 356               | 273               | 314               | 796               | 463               | 240               | 1,150             | 218               | 210               | 35                | 157               | 443               | 122               | 265               | 378               | 92                | 334               | 0     | 6,053 (0.18 %)      |
|                                                                      | PNR                             | Esdras Amado López | 214               | 195               | 437               | 139               | 955               | 225               | 204               | 1,376             | 17                | 97                | 9                 | 309               | 142               | 103               | 515               | 225               | 246               | 501               | 2     | 5,911 (0.18 %)      |
|                                                                      | APH                             | Romeo Vásquez      | 270               | 65                | 421               | 95                | 1,581             | 385               | 302               | 1,892             | 75                | 229               | 14                | 413               | 83                | 48                | 161               | 138               | 160               | 224               | 0     | 6,556 (0.20 %)      |
|                                                                      | MIDE                            | Santos Orellana    | 131               | 52                | 156               | 173               | 516               | 59                | 182               | 849               | 26                | 187               | 27                | 52                | 244               | 40                | 157               | 73                | 52                | 298               | 0     | 3,274 (0.10 %)      |
|                                                                      | Vamos                           | José Ramón Coto    | 85                | 121               | 383               | 233               | 669               | 288               | 184               | 695               | 31                | 190               | 4                 | 32                | 184               | 31                | 91                | 180               | 19                | 346               | 2     | 3,768 (0.11 %)      |
|                                                                      | Libre                           | Xiomara Castro     | 80,561            | 62,370            | 93,519            | 71,681            | 336,769           | 102,319           | 82,640            | 319,341           | 13,915            | 42,484            | 11,111            | 39,510            | 67,776            | 32,545            | 103,993           | 109,706           | 41,225            | 105,157           | 171   | 1,716,793 (51.12 %) |
|                                                                      | UNOH                            | Alexander Mira     | 199               | 156               | 354               | 203               | 699               | 478               | 165               | 1,085             | 52                | 92                | 38                | 178               | 200               | 264               | 367               | 560               | 312               | 308               | 1     | 5,711 (0.17 %)      |
|                                                                      | Lidehr                          | Lempira Viana      | 190               | 253               | 368               | 60                | 875               | 183               | 112               | 414               | 23                | 114               | 5                 | 62                | 49                | 20                | 174               | 61                | 213               | 184               | 1     | 3,361 (0.10 %)      |
|                                                                      | UD                              | José Alfonso Díaz  | 187               | 257               | 253               | 135               | 980               | 313               | 88                | 1,667             | 32                | 51                | 11                | 252               | 40                | 45                | 281               | 83                | 27                | 379               | 0     | 5,081 (0.15 %)      |
|                                                                      | DC                              | Carlos Portillo    | 249               | 101               | 284               | 218               | 2,044             | 424               | 156               | 2,277             | 48                | 81                | 13                | 87                | 66                | 28                | 168               | 123               | 269               | 465               | 2     | 7,103 (0.21 %)      |
|                                                                      | TSH                             | Marlon Escoto      | 199               | 61                | 157               | 98                | 751               | 186               | 470               | 1,950             | 305               | 127               | 104               | 58                | 187               | 46                | 365               | 83                | 123               | 112               | 0     | 5,382 (0.16 %)      |
|                                                                      | HH                              | Milton Ávila       | 459               | 196               | 482               | 333               | 2,641             | 232               | 317               | 2,431             | 422               | 143               | 95                | 113               | 99                | 83                | 370               | 187               | 148               | 478               | 0     | 8,857 (0.26 %)      |
|                                                                      | PLH                             | Yani Rosenthal     | 15,882            | 7,533             | 23,341            | 20,939            | 62,533            | 15,307            | 27,611            | 53,034            | 5,606             | 12,898            | 4,887             | 13,875            | 8,974             | 8,594             | 13,142            | 9,378             | 7,914             | 24,287            | 27    | 335,762 (10.00 %)   |
|                                                                      | PNH                             | Nasry Asfura       | 48,997            | 37,074            | 70,129            | 59,471            | 122,792           | 85,070            | 91,642            | 260,722           | 10,388            | 48,312            | 6,575             | 37,651            | 70,082            | 27,820            | 77,861            | 77,123            | 31,831            | 76,567            | 153   | 1,240,260 (36.93 %) |
| Fuente: CNE Archivado el 28 de noviembre de 2021 en Wayback Machine. |                                 |                    |                   |                   |                   |                   |                   |                   |                   |                   |                   |                   |                   |                   |                   |                   |                   |                   |                   |                   |       |                     |

#### Diputados al Parlacen
| \| Integración de los diputados \| \| --------------------------------------------------------------------------------------------------------------------------------------------------------------------------------------------------------------------------------------------------------------------------------------------------------------------------------------------------------------------------------------------------------------------------------------------------------------------------------------------------------------------------------------------------------------------------------------------------------------------------------------------------------------------------------------------------------------------------------------------------------------------------------------------------------- \| \| Libre 10 PNH 8 PLH 2 \| \| 1. Jorge Alberto Gonzales Salinas (Libre) 2. Nelsy Yolany Mencías Martínez (Libre) 3. Wilfredo Serrano Muñoz (Libre) 4. Ricardo Leonel Cardona López (PNH) 5. Mario Hernán Sorto Deras (Libre) 6. Mauricio Oliva Herrera (PNH) 7. José Benedicto Santos Castro (Libre) 8. Walter Reiniery Castellanos Sauceda (PNH) 9. Janise Tatyana Alvarenga Guillén (Libre) 10. Olman René Argueta Turcios (PNH) 11. José Alberto Vásquez Cruz (Libre) 12. Juan Carlos Valenzuela Molina (PNH) 13. Bayardo Pagoada Figueroa (Libre) 14. Samuel Armando Reyes Rendón (PNH) 15. Nohelia Rosidel Núñez Licona (Libre) 16. Arturo Efraín Chinchilla Castro (PLH) 17. Nilvia Ethel Castillo Cruz (PNH) 18. María Elena Ortiz Padilla (Libre) 19. Sady Farid Andonie Reyes (PLH) 20. Silvia Consuelo Montalván Matute (PNH) \| \| Fuente: CNE Archivado el 28 de noviembre de 2021 en Wayback Machine. \| |
| Integración de los diputados |
| Libre 10 PNH 8 PLH 2 |
| 1. Jorge Alberto Gonzales Salinas (Libre) 2. Nelsy Yolany Mencías Martínez (Libre) 3. Wilfredo Serrano Muñoz (Libre) 4. Ricardo Leonel Cardona López (PNH) 5. Mario Hernán Sorto Deras (Libre) 6. Mauricio Oliva Herrera (PNH) 7. José Benedicto Santos Castro (Libre) 8. Walter Reiniery Castellanos Sauceda (PNH) 9. Janise Tatyana Alvarenga Guillén (Libre) 10. Olman René Argueta Turcios (PNH) 11. José Alberto Vásquez Cruz (Libre) 12. Juan Carlos Valenzuela Molina (PNH) 13. Bayardo Pagoada Figueroa (Libre) 14. Samuel Armando Reyes Rendón (PNH) 15. Nohelia Rosidel Núñez Licona (Libre) 16. Arturo Efraín Chinchilla Castro (PLH) 17. Nilvia Ethel Castillo Cruz (PNH) 18. María Elena Ortiz Padilla (Libre) 19. Sady Farid Andonie Reyes (PLH) 20. Silvia Consuelo Montalván Matute (PNH) |
| Fuente: CNE Archivado el 28 de noviembre de 2021 en Wayback Machine. |

### Nivel legislativo
Los partidos políticos nuevos: Partido Nueva Ruta, Partido Todos Somos Honduras y Partido Liberación Democrático de Honduras, no obtuvieron ningún diputado. Mientras que los partidos: Partido Frente Amplio y Partido Va Movimiento Solidario, que nunca han obtenido diputados, tampoco obtuvieron ningún diputado.
| \| Partido político \| Marcas \| Escaños \| Escaños \| +/– \| \| ------------------------------ \| ---------- \| ------- \| ------- \| ----------- \| \| Libertad y Refundación \| 12,758,080 \| 50 \| \| 20 \| \| Partido Nacional \| 9,572363 \| 44 \| \| 17 \| \| Partido Liberal \| 3,531,884 \| 22 \| \| 4 \| \| Partido Salvador de Honduras \| 4,035,970 \| 10 \| \| Nuevo \| \| Partido Demócrata Cristiano \| 305,358 \| 1 \| \| Sin cambios \| \| Partido Anticorrupción \| 272,671 \| 1 \| \| Sin cambios \| \| Partido Innovación y Unidad \| 335,236 \| 0 \| \| 4 \| \| Alianza Patriótica \| 224,940 \| 0 \| \| 4 \| \| Unificación Democrática \| 154,601 \| 0 \| \| 1 \| \| Vamos \| 147,911 \| 0 \| \| Sin cambios \| \| Nueva Ruta \| 114,889 \| 0 \| \| Nuevo \| \| Todos Somos Honduras \| 111,822 \| 0 \| \| Nuevo \| \| LIDERH \| 90,209 \| 0 \| \| Nuevo \| \| FRENTE AMPLIO \| 67,736 \| 0 \| \| Sin cambios \| \| Total \| 31,723,679 \| 128 \| 128 \| \| \| Fuente:CNE Declaración CNE CNE \| \| \| \| \| |            |         |         |             |
| Partido político | Marcas     | Escaños | Escaños | +/–         |
| Libertad y Refundación | 12,758,080 | 50      |         | 20          |
| Partido Nacional | 9,572363   | 44      |         | 17          |
| Partido Liberal | 3,531,884  | 22      |         | 4           |
| Partido Salvador de Honduras | 4,035,970  | 10      |         | Nuevo       |
| Partido Demócrata Cristiano | 305,358    | 1       |         | Sin cambios |
| Partido Anticorrupción | 272,671    | 1       |         | Sin cambios |
| Partido Innovación y Unidad | 335,236    | 0       |         | 4           |
| Alianza Patriótica | 224,940    | 0       |         | 4           |
| Unificación Democrática | 154,601    | 0       |         | 1           |
| Vamos | 147,911    | 0       |         | Sin cambios |
| Nueva Ruta | 114,889    | 0       |         | Nuevo       |
| Todos Somos Honduras | 111,822    | 0       |         | Nuevo       |
| LIDERH | 90,209     | 0       |         | Nuevo       |
| FRENTE AMPLIO | 67,736     | 0       |         | Sin cambios |
| Total | 31,723,679 | 128     | 128     |             |
| Fuente:CNE Declaración CNE CNE |            |         |         |             |

Resultados por departamento
| Partido                                                              | Partido | Diputados / Votos | Diputados / Votos | Diputados / Votos | Diputados / Votos | Diputados / Votos | Diputados / Votos | Diputados / Votos | Diputados / Votos | Diputados / Votos | Diputados / Votos | Diputados / Votos | Diputados / Votos | Diputados / Votos | Diputados / Votos | Diputados / Votos | Diputados / Votos | Diputados / Votos | Diputados / Votos    | Diputados / Votos | Sumatoria de votos                                                      |
| Partido                                                              | Partido | Por departamentos | Por departamentos | Por departamentos | Por departamentos | Por departamentos | Por departamentos | Por departamentos | Por departamentos | Por departamentos | Por departamentos | Por departamentos | Por departamentos | Por departamentos | Por departamentos | Por departamentos | Por departamentos | Por departamentos | Por departamentos    | Total (%)         | Sumatoria de votos                                                      |
| Partido                                                              | Partido | AT                | CL                | CM                | CP                | CR                | CH                | EP                | FM                | GD                | IN                | IB                | LP                | LE                | OC                | OL                | SB                | VA                | YR                   | Total (%)         | Sumatoria de votos                                                      |
| -------------------------------------------------------------------- | ------- | ----------------- | ----------------- | ----------------- | ----------------- | ----------------- | ----------------- | ----------------- | ----------------- | ----------------- | ----------------- | ----------------- | ----------------- | ----------------- | ----------------- | ----------------- | ----------------- | ----------------- | -------------------- | ----------------- | ----------------------------------------------------------------------- |
|                                                                      | Libre   | 3                 | 2                 | 3                 | 2                 | 9                 | 3                 | 2                 | 9                 | 0                 | 1                 | 0                 | 1                 | 2                 | 0                 | 3                 | 5                 | 1                 | 4                    | 50                | Válidos: 32,236,515 Nulos: 129,242 En blanco: 392,186 Total: 32,757,943 |
| 337,840                                                              | Libre   | 143,302           | 389,356           | 235,546           | 3,911,737         | 421,753           | 326,918           | 4,662,090         | 7,282             | 68,436            | 3,995             | 66,364            | 225,887           | 19,144            | 502,555           | 767,692           | 55,835            | 612,366           | 12,758,098 (39.58 %) |                   | Válidos: 32,236,515 Nulos: 129,242 En blanco: 392,186 Total: 32,757,943 |
|                                                                      | PNH     | 3                 | 1                 | 3                 | 3                 | 4                 | 4                 | 3                 | 7                 | 0                 | 1                 | 0                 | 1                 | 2                 | 1                 | 3                 | 3                 | 2                 | 3                    | 44                | Válidos: 32,236,515 Nulos: 129,242 En blanco: 392,186 Total: 32,757,943 |
| 292,941                                                              | PNH     | 110,590           | 363,139           | 306,407           | 1,703,562         | 541,944           | 407,259           | 3,694,990         | 6,754             | 101,942           | 7,116             | 70,320            | 273,056           | 42,825            | 426,348           | 569,403           | 110,936           | 543,497           | 9,573,029 (29.70 %)  |                   | Válidos: 32,236,515 Nulos: 129,242 En blanco: 392,186 Total: 32,757,943 |
|                                                                      | PLH     | 1                 | 1                 | 1                 | 2                 | 2                 | 2                 | 1                 | 2                 | 1                 | 1                 | 1                 | 1                 | 1                 | 1                 | 1                 | 1                 | 1                 | 1                    | 22                | Válidos: 32,236,515 Nulos: 129,242 En blanco: 392,186 Total: 32,757,943 |
| 165,510                                                              | PLH     | 32,825            | 138,306           | 174,500           | 915,815           | 262,969           | 167,100           | 962,383           | 12,312            | 36,725            | 7,765             | 44,264            | 73,190            | 28,092            | 122,829           | 82,586            | 89,968            | 214,748           | 3,531,887 (10.96 %)  |                   | Válidos: 32,236,515 Nulos: 129,242 En blanco: 392,186 Total: 32,757,943 |
|                                                                      | PSH     | 1                 | 0                 | 0                 | 0                 | 4                 | 0                 | 0                 | 4                 | 0                 | 0                 | 0                 | 0                 | 0                 | 0                 | 0                 | 0                 | 0                 | 1                    | 10                | Válidos: 32,236,515 Nulos: 129,242 En blanco: 392,186 Total: 32,757,943 |
| 63,453                                                               | PSH     | 14,127            | 68,933            | 21,543            | 1,633,215         | 76,176            | 29,820            | 1,945,399         | 301               | 9,010             | 643               | 6,215             | 5,686             | 799               | 17,390            | 26,337            | 6,434             | 110,489           | 4,035,970 (12.52 %)  |                   | Válidos: 32,236,515 Nulos: 129,242 En blanco: 392,186 Total: 32,757,943 |
|                                                                      | DC      | 0                 | 0                 | 0                 | 0                 | 0                 | 0                 | 0                 | 1                 | 0                 | 0                 | 0                 | 0                 | 0                 | 0                 | 0                 | 0                 | 0                 | 0                    | 1                 | Válidos: 32,236,515 Nulos: 129,242 En blanco: 392,186 Total: 32,757,943 |
| 10,046                                                               | DC      | 4,266             | 5,153             | 736               | 88,352            | 10,032            | 2,779             | 166,847           | 125               | -                 | 8                 | -                 | -                 | -                 | 5,984             | 7,111             | 244               | 3,675             | 305,358 (0.95 %)     |                   | Válidos: 32,236,515 Nulos: 129,242 En blanco: 392,186 Total: 32,757,943 |
|                                                                      | PAC     | 0                 | 0                 | 0                 | 0                 | 1                 | 0                 | 0                 | 0                 | 0                 | 0                 | 0                 | 0                 | 0                 | 0                 | 0                 | 0                 | 0                 | 0                    | 1                 | Válidos: 32,236,515 Nulos: 129,242 En blanco: 392,186 Total: 32,757,943 |
| 6,247                                                                | PAC     | -                 | 6,677             | 2,326             | 106,230           | 2,382             | 3,507             | 108,264           | -                 | 9,010             | 44                | 1,637             | 512               | 205               | -                 | 6,837             | 322               | 5,893             | 260,093 (0.81 %)     |                   | Válidos: 32,236,515 Nulos: 129,242 En blanco: 392,186 Total: 32,757,943 |
|                                                                      | PINU    | 0                 | 0                 | 0                 | 0                 | 0                 | 0                 | 0                 | 0                 | 0                 | 0                 | 0                 | 0                 | 0                 | 0                 | 0                 | 0                 | 0                 | 0                    | 0                 | Válidos: 32,236,515 Nulos: 129,242 En blanco: 392,186 Total: 32,757,943 |
| 15,135                                                               | PINU    | 2,470             | 8,408             | 4,578             | 89,202            | 30,387            | 6,089             | 138,534           | 450               | 1,892             | 94                | 1,898             | 2,695             | 991               | 8,513             | 7,494             | -                 | 16,397            | 335,227 (1.04 %)     |                   | Válidos: 32,236,515 Nulos: 129,242 En blanco: 392,186 Total: 32,757,943 |
|                                                                      | Otros   | 0                 | 0                 | 0                 | 0                 | 0                 | 0                 | 0                 | 0                 | 0                 | 0                 | 0                 | 0                 | 0                 | 0                 | 0                 | 0                 | 0                 | 0                    | 0                 | Válidos: 32,236,515 Nulos: 129,242 En blanco: 392,186 Total: 32,757,943 |
| 26,945                                                               | Otros   | 8,621             | 35,006            | 26,598            | 288,808           | 28,573            | 77,279            | 395,501           | 1,183             | 7,621             | 165               | 2,840             | 1,457             | 1,252             | 21,478            | 18,774            | 1,994             | 46,359            | 990,454 (4.44 %)     |                   | Válidos: 32,236,515 Nulos: 129,242 En blanco: 392,186 Total: 32,757,943 |
| Fuente: CNE Archivado el 28 de noviembre de 2021 en Wayback Machine. |         |                   |                   |                   |                   |                   |                   |                   |                   |                   |                   |                   |                   |                   |                   |                   |                   |                   |                      |                   |                                                                         |

### Nivel municipal
| Partido político o alianza           | Votos     | %      | Alcaldías | +/–         | Regidores |
| ------------------------------------ | --------- | ------ | --------- | ----------- | --------- |
| Partido Nacional                     | 1,101,599 | 32.96% | 143/298   | 31          | 946/2128  |
| Libertad y Refundación               | 966,869   | 28.93% | 50/298    | 19          | 456/2066  |
| Partido Liberal                      | 872,558   | 26.11% | 91/298    | 2           | 615/2070  |
| Alianza UD-PNH                       | 157,842   | 4.73%  | 0/1       | Sin cambios | 4/10      |
| Partido Salvador de Honduras         | 53,480    | 1.60%  | 1/298     | Nuevo       | 11/2142   |
| Alianza PLH-Libre                    | 43,840    | 1.31%  | 7/10      | Sin cambios | 42/72     |
| Candidaturas independientes          | 16,496    | 0.49%  | 1/14      | 1           | 14/118    |
| Partido Demócrata Cristiano          | 129,138   | 3.86%  | 3/298     | 2           | 17/2142   |
| Partido Alianza Patriótica Hondureña | 129,138   | 3.86%  | 1/298     | Sin cambios | 10/2142   |
| Partido Innovación y Unidad          | 129,138   | 3.86%  | 1/298     | 1           | 8/2142    |
| Partido Todos Somos Honduras         | 129,138   | 3.86%  | 1/298     | Nuevo       | 8/2142    |
| Partido Anticorrupción               | 129,138   | 3.86%  | 0/298     | 1           | 3/2142    |
| Partido Va Movimiento Solidario      | 129,138   | 3.86%  | 0/298     | 1           | 5/2142    |
| Unificación Democrática              | 129,138   | 3.86%  | 0/298     | Sin cambios | 3/2132    |
| Nueva Ruta                           | 129,138   | 3.86%  | 0/298     | Nuevo       | 0/2142    |
| LIDEHR                               | 129,138   | 3.86%  | 0/298     | Nuevo       | 4/2142    |
| El Frente                            | 129,138   | 3.86%  | 0/298     | Nuevo       | 0/2142    |
| Total                                | 3,341,822 | 100%   | 298       | Sin cambios | 2142      |
| Fuente: La Prensa, y                 |           |        |           |             |           |

Mapa detallado
- Nacional de Honduras
- Libertad y Refundación
- Liberal de Honduras
- Independientes y Alianzas
- Demócrata Cristiano
- Todos Somos Honduras
- Salvador de Honduras
- Alianza Patriótica
- Innovación y Unidad-Socialdemocráta

Detalle de las ciudades más importantes del país
|                                                                                             | Nueva Ruta                                                                                   | Marco Antonio Suazo               | 2765 (0.60 %)     | Válidos: 457 231 (92.46 %) Nulos: 24 905 (5.04 %) En Blanco: 12 372 (2.50 %) Total: 494 508 |
|                                                                                             | Libre                                                                                        | Jorge Aldana                      | 222 224 (48.60 %) | Válidos: 457 231 (92.46 %) Nulos: 24 905 (5.04 %) En Blanco: 12 372 (2.50 %) Total: 494 508 |
|                                                                                             | PAC                                                                                          | Erick Manuel Andino Gonzales      | 3790 (0.83 %)     | Válidos: 457 231 (92.46 %) Nulos: 24 905 (5.04 %) En Blanco: 12 372 (2.50 %) Total: 494 508 |
|                                                                                             | DC                                                                                           | Godofredo Fajardo Ramírez         | 9517 (2.08 %)     | Válidos: 457 231 (92.46 %) Nulos: 24 905 (5.04 %) En Blanco: 12 372 (2.50 %) Total: 494 508 |
|                                                                                             | PINU                                                                                         | Ana Mercedes Castro Machado       | 4889 (1.07 %)     | Válidos: 457 231 (92.46 %) Nulos: 24 905 (5.04 %) En Blanco: 12 372 (2.50 %) Total: 494 508 |
|                                                                                             | TSH                                                                                          | Paola Alejandra Tábora Torres     | 885 (0.19 %)      | Válidos: 457 231 (92.46 %) Nulos: 24 905 (5.04 %) En Blanco: 12 372 (2.50 %) Total: 494 508 |
|                                                                                             | El Frente                                                                                    | Juan Fernando González            | 665 (0.15 %)      | Válidos: 457 231 (92.46 %) Nulos: 24 905 (5.04 %) En Blanco: 12 372 (2.50 %) Total: 494 508 |
|                                                                                             | LIDEHR                                                                                       | Francisco Arnaldo Pagoada Paguada | 1242 (0.27 %)     | Válidos: 457 231 (92.46 %) Nulos: 24 905 (5.04 %) En Blanco: 12 372 (2.50 %) Total: 494 508 |
|                                                                                             | La Obra Continúa y Será Conocida como Papi a la Orden Ver partidos de la alianza: - PNH - UD | David Chávez                      | 157 842 (34.52 %) | Válidos: 457 231 (92.46 %) Nulos: 24 905 (5.04 %) En Blanco: 12 372 (2.50 %) Total: 494 508 |
|                                                                                             | PLH                                                                                          | José Eduardo Martell Castro       | 46 176 (10.10 %)  | Válidos: 457 231 (92.46 %) Nulos: 24 905 (5.04 %) En Blanco: 12 372 (2.50 %) Total: 494 508 |
|                                                                                             | VAMOS                                                                                        | Pablo Alberto Cerritos Olivera    | 2512 (0.55 %)     | Válidos: 457 231 (92.46 %) Nulos: 24 905 (5.04 %) En Blanco: 12 372 (2.50 %) Total: 494 508 |
|                                                                                             | APH                                                                                          | Fernando González Rivera          | 4724 (1.03 %)     | Válidos: 457 231 (92.46 %) Nulos: 24 905 (5.04 %) En Blanco: 12 372 (2.50 %) Total: 494 508 |
| Fuente: Consejo Nacional Electoral Archivado el 28 de noviembre de 2021 en Wayback Machine. |                                                                                              |                                   |                   |                                                                                             |

| Partido o movimiento                                                                        | Partido o movimiento                  | Candidato                         | Votos             | Sumatoria                                                                                 |
| ------------------------------------------------------------------------------------------- | ------------------------------------- | --------------------------------- | ----------------- | ----------------------------------------------------------------------------------------- |
|                                                                                             | Acción Transformadora (independiente) | Luis Gustavo Flores Sorto         | 1 425 (0.60 %)    | Válidos:237 328 (93.83 %) Nulos: 10 647 (4.21 %) En blanco: 4 962 (1.96 %) Total: 252 937 |
|                                                                                             | TSH                                   | Jahleel Pompilio Soriano Mejía    | 415 (0.17 %)      | Válidos:237 328 (93.83 %) Nulos: 10 647 (4.21 %) En blanco: 4 962 (1.96 %) Total: 252 937 |
|                                                                                             | Libre                                 | Rolando Contreras                 | 149 992 (63.20 %) | Válidos:237 328 (93.83 %) Nulos: 10 647 (4.21 %) En blanco: 4 962 (1.96 %) Total: 252 937 |
|                                                                                             | El Frente                             | Onny Sadith Amaya Gattas          | 747 (0.31 %)      | Válidos:237 328 (93.83 %) Nulos: 10 647 (4.21 %) En blanco: 4 962 (1.96 %) Total: 252 937 |
|                                                                                             | APH                                   | Francisco Javier Matute Romero    | 1110 (0.47 %)     | Válidos:237 328 (93.83 %) Nulos: 10 647 (4.21 %) En blanco: 4 962 (1.96 %) Total: 252 937 |
|                                                                                             | DC                                    | Eliseo Vallecillo Reyes           | 961 (0.40 %)      | Válidos:237 328 (93.83 %) Nulos: 10 647 (4.21 %) En blanco: 4 962 (1.96 %) Total: 252 937 |
|                                                                                             | PAC                                   | Héctor David Bustillo Portillo    | 423 (0.18 %)      | Válidos:237 328 (93.83 %) Nulos: 10 647 (4.21 %) En blanco: 4 962 (1.96 %) Total: 252 937 |
|                                                                                             | UD                                    | Juan de Dios Fajardo Bu           | 672 (0.28 %)      | Válidos:237 328 (93.83 %) Nulos: 10 647 (4.21 %) En blanco: 4 962 (1.96 %) Total: 252 937 |
|                                                                                             | PLH                                   | José Antonio Rivera Matute        | 24 204 (10.20%)   | Válidos:237 328 (93.83 %) Nulos: 10 647 (4.21 %) En blanco: 4 962 (1.96 %) Total: 252 937 |
|                                                                                             | LIDEHR                                | José Ildefonso Carabantes López   | 442 (0.19 %)      | Válidos:237 328 (93.83 %) Nulos: 10 647 (4.21 %) En blanco: 4 962 (1.96 %) Total: 252 937 |
|                                                                                             | Nueva Ruta                            | Santiago de Jesús Mejía Hernández | 418 (0.18 %)      | Válidos:237 328 (93.83 %) Nulos: 10 647 (4.21 %) En blanco: 4 962 (1.96 %) Total: 252 937 |
|                                                                                             | PINU                                  | Karla Patricia Herrera Ulloa      | 757 (0.32 %)      | Válidos:237 328 (93.83 %) Nulos: 10 647 (4.21 %) En blanco: 4 962 (1.96 %) Total: 252 937 |
|                                                                                             | VAMOS                                 | Tomás Zamora                      | 258 (0.11 %)      | Válidos:237 328 (93.83 %) Nulos: 10 647 (4.21 %) En blanco: 4 962 (1.96 %) Total: 252 937 |
|                                                                                             | PNH                                   | Armando Calidonio                 | 55 504 (23.39 %)  | Válidos:237 328 (93.83 %) Nulos: 10 647 (4.21 %) En blanco: 4 962 (1.96 %) Total: 252 937 |
| Fuente: Consejo Nacional Electoral Archivado el 28 de noviembre de 2021 en Wayback Machine. |                                       |                                   |                   |                                                                                           |

## Observación del proceso
Las elecciones fueron observadas por una Misión de Observación Electoral de la Organización de los Estados Americanos (MOE/OEA), encabezada por el expresidente de Costa Rica, Luis Guillermo Solís y financiada por Canadá, España, Estados Unidos, Francia, Italia, Japón, México,
Países Bajos, Perú, República Dominicana y Suiza. La MOE/OEA estuvo integrada por 91 personas de 22 nacionalidades, que llegaron al país de manera escalonada desde del 12 de noviembre y quienes estuvieron presentes en 17 de los 18 departamentos del país. La Misión contó con un equipo de especialistas en organización y tecnología electoral, financiamiento político, participación política de las mujeres, justicia electoral, acceso y calidad de la información, y voto en el exterior; y se reunió con autoridades del Estado, actores políticos, autoridades electorales, candidatos(as) y miembros de organizaciones de la sociedad civil. El día de las elecciones la Misión visitó 1,295 JRV y 404 centros de votación.
El 31 de octubre de 2021 comenzaron a desplegarse en el territorio nacional los observadores de la Misión de Observación Electoral de la Unión Europea (MOE UE), compuesta en parte por una delegación del Parlamento Europeo y presidida por la eurodiputada Željana Zovko, quien se reunió con el presidente de la República y con los candidatos.
También estuvieron presentes miembros de la Red de Observación e Integridad Electoral (Red OIE), integrada por la Asociación para una Sociedad más Justa de Honduras, Alianza Cívica de México, Acción Ciudadana de Guatemala, Poder Ciudadano de Argentina, Transparencia Internacional Brasil, Transparencia por Colombia, Alianza Cívica de Nuevo León – México, Acción Ciudadana de Guatemala, Fundación Ciudadanía y Desarrollo de Ecuador, Costa Rica Íntegra, Corporación Participación Ciudadana de Ecuador e Iniciativa Social para la Democracia de El Salvador. Así como la Red por la Equidad Democrática de Honduras (REDH), conformada por Cáritas, el Centro de Documentación de Honduras, el Instituto Universitario en Democracia, Paz y Seguridad de la Universidad Nacional Autónoma  (UNAH); la Asociación Nacional de Industriales de Honduras, el Consejo Hondureño de la Empresa Privada, el Foro Social de la Deuda Externa y Desarrollo de Honduras y SIEN Comunicaciones.

### Hallazgos y conclusiones
MOE/OEA
En su informe preliminar, la MOE/OEA condenó los discursos de odio provenientes de diferentes sectores, incluidas autoridades nacionales,  principalmente contra las mujeres y sus derechos sexuales y reproductivos, la comunidad LGBT+ y los contrincantes políticos. En el último caso debido a sus ideologías y haciendo uso de acusaciones infundadas. Dichos discursos, dice el informe, se basaron en información falsa que posteriormente fue amplificada a través de redes sociales y por televisión abierta con fines políticos. 
La MOE/OEA observó múltiples atrasos en todas las fases preparatorias del proceso, como la no entrega, entrega tardía o incompleta de las credenciales de observadores nacionales a miembros de la sociedad civil. Debido a que no todos los partidos políticos entregaron el listado de sus representantes en las JVR, el CNE les dio a los partidos credenciales en blanco para ser llenadas por estos, en lugar de las credenciales con nombre y foto que estaban planificadas. Para la MOE/OEA, esta práctica —repetida la elección anterior— genera desconfianza e incertidumbre sobre el uso de dichas credenciales. La información oficial sobre el proceso electoral fue también escasa o tardía, siendo difundia principalmente por organizaciones de la sociedad civil y la cooperación internacional. Un día antes de las elecciones, el CNE continuaba haciendo pruebas del software del TREP (sistema de Transmisión de Resultados Electorales Preliminares) y el Registro Nacional de las Personas no había entregado cerca de un 8 % de los Documentos Nacionales de Identidad pendientes, por lo que sus oficinas estuvieron abiertas hasta las 12 de la noche entregándolos. Fue hasta el mismo día de las elecciones que el CNE aprobó un reglamento que regulara la transmisión de resultados electorales preliminares y el escrutinio definitivo. Los miembros de las JVR y los operadores técnicos no fueron lo suficientemente capacitados, lo cual se notó especialmente en la activación y uso del lector biométrico, el proceso de cierre de las JRV y la transmisión de los resultados preliminares.
La Misión reprochó la decisión del Instituto de Acceso a la Información Pública, hecha en abril de 2018, de clasificar como información privada los datos personales de toda persona natural o jurídica que haya aportado a una campaña para cualquier nivel electivo, así como las bases de datos de la Unidad de Política Limpia sobre aportes financieros; reiterando que ello menoscaba el combate al financiamiento ilegal en política. También reprochó las reformas al Código Penal hechas un mes antes de las elecciones, las cuales limitan fuertemente el derecho a la protesta. Aunque la ley prohíbe ciertas acciones de publicidad gubernamental durante el periodo electoral, la Misión recomendó prohibirla completamente durante ese tiempo. La Misión también señala como algo negativo la permanencia de atribuciones jurisdiccionales en el CNE, por ser la primera instancia para conocer y resolver violaciones a la Ley Electoral y resolver las acciones de nulidad administrativas, sobrecargando el trabajo de ese ente y limitando las atribuciones del Tribunal de Justicia Electoral (TJS). También señala la falta de una calendarización y una normativa clara para dar resolución a conflictos en materia de justicia electoral, donde no está definido cuándo corresponde al TSJ o a la Sala Constitucional de la Corte Suprema de Justicia resolverlos; y por lo cual recomienda la aprobación de una ley procesal electoral. La Misión también recomienda a Honduras modificar varias de sus leyes para garantizar la libertad de expresión de manera acorde a las convenciones internacionales sobre derechos humanos, y para generar más espacios de participación para las mujeres.
La Misión felicitó el trabajo de las Fuerzas Armadas y los esfuerzos generales que mejoraron el proceso electoral, destacando principalmente la creación del TSE la depuración del censo electoral y la implementación de un lector biométrico en las JVR. También felicitó que durante el conteo, los partidos y la ciudadanía tuvieron acceso a las imágenes digitales de todas las actas procesadas; y que los concejeros del CNE hayan podido superar sus diferencias partidarias para poder llevar adelante la elección.
MOE UE
En su informe preliminar la MOE UE destacó el compromiso del pueblo hondureño con el proceso democrático. Reconoció que existió una transmisión rápida de resultados electorales preliminares, lo cual aumentó la transparencia y la confianza; no obstante, estuvo «limitada a la mitad de los centros de votación». Según esta misión de observación, el censo electoral gozó de «más confianza que en elecciones anteriores», cuando se denunciaba que las identidades de las personas fallecidas eran utilizadas para votar; sin embargo, recordó que el nuevo DNI no llegó a todos los ciudadanos con derecho al voto.
Por otro lado, destacó que las elecciones se caracterizaron por una gestión politizada, con niveles de violencia política sin precedentes y el evidente abuso de recursos del Estado durante la campaña. Para la misión, la politización de los órganos electorales no debe ser algo que deba normalizarse y cuestionó que exista una voluntad real por parte de los principales partidos hondureños de fortalecer los procesos e instituciones democráticas: «La presencia del PNH, LIBRE y el PLH en el CNE y en el Tribunal de Justicia Electoral (TJE), si bien permite controles y contrapesos, no ayudó a una gestión apropiada de las elecciones, que además se vio empañada por el tardío desembolso de fondos. Los conflictos internos entre los consejeros del CNE y su politización condujeron a la debilidad institucional».
En cuanto al clima de violencia que rodeó estas elecciones, la misión recoge que «al menos 6 alcaldes, candidatos y activistas fueron asesinados en las semanas previas a las elecciones. Las amenazas y la intimidación fueron generalizadas durante la campaña. La retórica en las redes sociales se volvió más hostil a medida que se acercaban las elecciones, con casos de acusaciones, ataques e insultos». 
El informe denuncia que el presidente Juan Orlando Hernández y algunos miembros de su gabinete hicieron campaña a favor del Partido Nacional, lo cual está prohibido. Además, se señaló como negativo la entrega de bonos estatales en plena campaña, así como el discurso hostil en redes sociales.
Otras de las críticas fueron el irrespeto en gran medida al "silencio electoral", incluso durante la jornada electoral, sin que el CNE tomase medidas al respecto. También hacia algunas de las reformas al nuevo Código Penal, aprobadas durante el periodo electoral, las cuales limitan las libertades de reunión y movimiento y permiten reprimir manifestaciones. Y la falta de kits en algunos centros de votación, lo que creó confusión y afectó el rendimiento general del proceso de escrutinio.
Red OIE
En un pronunciamiento al día siguiente de las elecciones, la Red OIE destacó la labor de las JVR, de las Fuerzas Armadas, de la Policía Nacional, de los observadores y del CNE durante y después de las votaciones. Al CNE por divulgar los resultados en el tiempo oportuno permitiendo garantizar un ambiente de certidumbre y confianza, evitando así expresiones de inconformidad y violencia. También destacó el respeto y la aceptación por parte de los partidos políticos de los resultados emitidos. Lamentó la lentitud la votación: pues hubo largas filas en los centros de votación, con ciudadanos esperando por más de una hora; la falta de organización y de capacitación en las JVR, las pobres condiciones y falta de mobiliario en los centros de votación y la tardía entrega de material y equipo —llegando a las 7 a. m. en algunos centros.
REDH
En su informe preliminar la REDH critica la intromisión política como un elemento que afectó la preparación de las elecciones, llegando a obstaculizar procesos administrativos de transferencias y desembolsos al CNE. Dichos obstáculos causaron retrasos en el cronograma electoral y en gran medida en los procesos de adjudicaciones y contrataciones de las empresas para la transmisión de resultados electorales, los lectores de huella digital y la impresión de papeletas electorales. En cuanto a la selección de las empresas que realizarían la transmisión de resultado, REDH registra que el proceso fue entorpecido por intereses partidarios. Otro factor de retraso fueron las evidentes riñas entre los consejeros del CNE, quienes respondieron a intereses partidarios y no pudieron llegar a consensos.
REDH denuncia en su informe el uso de programas sociales y de promesas de ayuda social para la promoción de candidatos oficialistas, aumentándose el gasto destinado a los primeros antes del periodo electoral. Para REDH estas prácticas de "clientelismo político" están arraigadas en la cultura política y la sociedad hondureña, sin miras a desaparecer en el futuro cercano. En cuanto a publicidad por redes sociales, asegura que los candidatos evanden la prohibición de Twitter de no realizar proselitismo político en su plataforma. Aun así, para REDH la mayoría de los candidatos dieron a conocer muy poco quiénes son y cuál es su propuesta, rehuyendo a los debates, y con muchos de ellos sin propuestas claras, especialmente los candidatos a diputados del Congreso Nacional.

## Reacciones

### Nacionales
Cinco horas después de cerradas las urnas y de que el ente electoral diera su primer corte con el 16 % de las actas transmitidas, donde Xiomara Castro aventajaba con aproximadamente 20 % de diferencia, la candidata se declaró ganadora en un discurso: «¡Ganamos! Porque hoy el pueblo se ha manifestado y ha hecho valer esa frase, 'solo el pueblo salva el pueblo'. Gracias a la alianza que hemos conformado con Salvador Nasralla y el Partido Salvador de Honduras, con Doris Gutiérrez, el Pinu, con Honduras Humana, con Milton, con los liberales en oposición, muchas gracias a esta unidad que hemos conformado [...] Quiero también enviar, desde lo más profundo de mi corazón, un reconocimiento imperecedero, a nuestros mártires que ofrendaron sus vidas para que hoy el pueblo tuviera libertad, democracia y justicia». Dijo que su gobierno impulsaría las consultas populares y que se reuniría al día siguiente con sectores del país para encontrar puntos de coincidencia. «Fuera la guerra, fuera el odio, fuera los escuadrones de la muerte, la corrupción, el narcotráfico, fuera las ZEDE, fuera el narcotráfico y fuera la pobreza», concluyó.
El candidato del Partido Liberal de Honduras, Yani Rosenthal, fue el primer contendiente en felicitar a Castro. Lo hizo la mañana siguiente a las elecciones, cuando se había transmitido el 51.45 % de las actas. Rosenthal declaró en rueda de prensa: «Anoche me comuniqué con el coordinador general de Libre, Manuel Zelaya, para felicitarlo y transmitirle la felicitación a Xiomara Castro por el virtual triunfo en esta elección».
El día martes 30 de noviembre, el candidato oficialista Nasry Asfura también reconoció la victoria de Castro y expresó sus felicitaciones: «Hoy me reuní con Xiomara Castro y toda su familia [...] para felicitarle personalmente [...] Ahora quiero decirlo públicamente que la felicito por su triunfo, y como presidenta electa deseo que Dios la ilumine y la guíe para que en su Administración haga lo mejor para beneficio de todos nosotros los hondureños para lograr ese desarrollo y los anhelos de la democracia». También pidió a Castro respetar los resultados en el nivel legislativo y municipal.
Finalmente, el 1 de diciembre, con el 59 % de las actas transmitidas, el presidente de la República, Juan Orlando Hernández reconoció el triunfo de Xiomara Castro y le extendió sus felicitaciones mediante una cadena de radio y televisión: «Los resultados reflejan que la señora Xiomara Castro ganó las elecciones. Quiero felicitarla, por este medio, por su triunfo electoral», también expresó su satisfacción por el pacífico desarrollo de la jornada electoral: «Felicito al pueblo hondureño por la masiva participación en las elecciones, con la muestra de civismo se ha fortalecido la democracia. Ha sido un ejemplo para el mundo». Además informó haber creado un equipo de transición.

### Internacionales
- Alemania: el embajador de Alemania en Honduras expresó: «El Embajador de Alemania en Honduras, Jens Janik, felicita a la Presidenta electa, Xiomara Castro, por su victoria del 28-N. Con una participación electoral del 68% el pueblo hondureño dio un ejemplo impresionante de democracia.».[93]

- Argentina: el presidente Alberto Fernández, la felicitó a través de sus redes sociales: «En comunicación con Xiomara Castro, primera mujer electa presidenta de Honduras, pude expresarle mis felicitaciones por la victoria electoral. Su mensaje de unidad, solidaridad y diálogo es un nuevo motivo de esperanza para los pueblos de América Latina y el Caribe».[94] También la vicepresidenta Cristina Fernández de Kirchner la felicitó vía Twitter: «"Finalmente, mi querida compañera y amiga Xiomara, más tarde o más temprano, el pueblo y la historia siempre hacen justicia". Comienzo de la charla que mantuvimos el día lunes con Xiomara Castro, primera Presidenta electa de la República de Honduras».[95]

- Bolivia: el presidente, Luis Arce Catacora reconoció y felicitó el triunfo de la presidenta electa Xiomara Castro y afirmó que con su victoria «Honduras vuelve a ver la esperanza después de 12 años del golpe de estado» así mismo, Arce señaló también que «la "Patria Grande" resurge de la unidad de los pueblos».[96] A su vez, el Ministerio de Relaciones Exteriores de Bolivia, a través de un comunicado oficial expresó sus más sinceras felicitaciones al pueblo hondureño por la «ejemplar jornada electoral del 28 de noviembre». Así mismo, manifestó su «voluntad de seguir trabajando con el nuevo gobierno electo, para seguir fortaleciendo los lazos de hermandad y la integración entre el pueblo boliviano y el pueblo hondureño, a fin de construir la Patria Grande que la región tanto anhela».[97]

- Canadá: el Ministerio de Asuntos Exteriores de Canadá felicitó a Xiomara Castro por hacer historia en Honduras como la primera presidenta electa, y mencionó que esperan trabajar juntos en las proridades regionales: democracia, crecimiento inclusivo, salud y derechos sexuales y reproductivos y lucha contra la corrupción.[98]

- Costa Rica: el presidente Carlos Alvarado Quesada, escribió el miércoles 1 de diciembre: «Agradezco a Xiomara Castro por nuestra conversación telefónica y mis mejores deseos de éxito en su gobierno».[99] Así mismo, la Cancillería de ese país extendió sus felicitaciones: «Costa Rica felicita a la señora Xiomara Castro, primera mujer electa a la presidencia, y expresa su deseo de continuar trabajando por fortalecer una fructífera relación bilateral de beneficio para nuestros pueblos», y felicitó a las autoridades electorales y al electorado por el desarrollo ordenado del proceso.[100]

- Cuba: el presidente cubano, Miguel Díaz-Canel, fue uno de los primeros mandatarios en felicitar a la candidata Xiomara Castro: «Tuvieron que pasar 12 años del golpe de Estado contra Manuel Zelaya, para que el pueblo hondureño pudiera lograr la contundente victoria de este domingo en las urnas. Felicidades a la presidenta electa, Xiomara Castro. América Latina y el Caribe también celebra con Honduras», señaló en un tuit publicado el lunes 29 de noviembre.[101]

- Ecuador: Guillermo Lasso, presidente de Ecuador, felicitó a Castro por los resultados en los comicios: «Felicitamos al pueblo hondureño y a Xiomara Castro, primera mujer en ser electa presidenta de Honduras», escribió Lasso en su cuenta de Twitter.[102]

- Organización de los Estados Americanos: el Secretario General de la Organización de los Estados Americanos, Luis Almagro, expresó en Twitter: «Felicitamos a Xiomara Castro por su victoria en las elecciones presidenciales de Honduras. Esperamos trabajar y cooperar pronto con la presidenta electa en temas de democracia, derechos humanos, desarrollo sostenible y seguridad multidimensional».[103]

- España: el Ministerio de Asuntos Exteriores español se sumó a las felicitaciones y expresó su «firme voluntad de seguir impulsando las estrechas relaciones bilaterales y de cooperación [...] con el fin de promover el bienestar y la prosperidad de nuestros pueblos, en el ámbito de la Comunidad Iberoamericana de Naciones».[104]

- Estados Unidos: «El pueblo hondureño ejerció su poder de votar en elecciones libres y justas. Los felicitamos así como a la presidenta electa Xiomara Castro», tuiteó el secretario de Estado, Antony Blinken.[100]

- Guatemala: el Gobierno de Guatemala felicitó a Castro, y además, extendió sus felicitaciones al pueblo hondureño por su participación en las elecciones Generales, muestra de su vocación cívica y democrática. «El Gobierno de Guatemala felicita al Pueblo de Honduras por su vocación cívica y democrática, y a su Presidenta Electa Xiomara Castro. Reiteramos nuestro compromiso con la continuidad de la histórica relación de amistad y cooperación existente con Guatemala.» decía el tuit publicado por el gobierno guatemalteco.[105]

- Israel: el canciller de Israel, Yair Lapid, felicitó el 2 de diciembre a Xiomara Castro por su victoria en las elecciones, recalcando que Honduras e Israel son «amigos cercanos» y que esperan fortalecer la relación entre ambos países.[106]

- Nicaragua: Daniel Ortega y su esposa Rosario Murillo firmaron una carta felicitando a Castro: «En nombre del pueblo nicaragüense y de las mujeres en particular, expresamos nuestra alegría ante esta histórica elección».[107]

- Panamá: el presidente Laurentino Cortizo felicitó a Castro en Twitter: «Extiendo mis felicitaciones a Xiomara Castro presidenta de Honduras, deseándole éxitos en sus funciones. Seguiremos trabajando unidos en beneficio de nuestras naciones».[100]

- Perú: el Ministerio de Relaciones Exteriores del Perú felicitó, mediante sus redes sociales, a Xiomara Castro y manifestó su plena disposición de trabajar juntos en el fortalecimiento de ambos países: «El Perú felicita a Xiomara Castro por su elección como Presidenta de Honduras y manifiesta su plena disposición de trabajar juntos en el fortalecimiento de los históricos lazos que unen a ambos países”, señaló el mensaje».[108]

- República Dominicana: el Ministerio de Relaciones Exteriores extendió sus felicitaciones a Castro vía Twitter, agregando que manifiestan su voluntad de seguir fortaleciendo los lazos entre ambos países.[109]

- Taiwán: la presidenta Tsai Ing-wen escribió: «Saludo al pueblo hondureño y extiendo mis felicitaciones a Xiomara Castro Presidenta electa de Honduras, deseándole éxitos en sus funciones. Seguiremos trabajando unidos en beneficio de nuestras naciones».[100]

- Venezuela: el lunes 29 de noviembre, Nicolás Maduro felicitó a Xiomara Castro vía Twitter: «A 12 años del golpe de Estado contra el hermano Manuel Zelaya, el pueblo de Morazán retoma el camino de la esperanza otorgándole una histórica victoria a la presidenta electa, Xiomara Castro»; lo cual Castro respondió con un «Gracias Presidente Maduro».[110]

## Delitos electorales
Aunque el artículo 115, numeral 10 de la Ley Electoral prohíbe «inscribir como candidatos a cualquier cargo de elección popular para las elecciones generales a personas que hayan participado en otro partido o en el mismo período electoral», el consejero nacionalista del CNE inscribió como candidato al Parlacen para las elecciones generales al presidente del Congreso Nacional, Mauricio Oliva, quien había participado como precandidato presidencial por el Partido Nacional.
Aunque la ley prohíbe difundir propaganda de proselitismo político durante los 5 días antes de las elecciones y difundir resultados de encuestas durante los 30 días antes de las elecciones, estas disposiciones se violaron en diferentes partes del territorio nacional. Tal fue el caso de la encuesta publicada por TResearch el 25 de noviembre. Durante la votación se reportó además la circulación de sondeos de boca de urna, algunas por parte de representantes de los partidos políticos, algo explícitamente prohibido por la ley electoral hondureña. Tanto el Partido Nacional, a través de su entonces candidato a la alcaldía, David Chávez, como el Partido Libre, ofrecieron comparecencias de prensa a las 8 a. m. y 5 p. m. respectivamente, declarando ganadores a sus candidatos presidenciales según sus propios datos.
Se han realizado capturas a ciudadanos por suponerlos responsables de delitos electorales: a un ciudadano de 22 años en Tegucigalpa por falsificación de documentos electorales en una junta de escrutinio especial, a dos ciudadanas en San Pedro Sula por usurpación de funciones el cargo de operadora técnica —estas en diciembre— y un hombre en el Distrito Central por adulteración de documentos mientras ejerció como presidente de una JVR.

## Acusaciones
Salvador Nasralla denunció supuestas irregularidades en el conteo de votos de diputados y aseguró que el Partido Nacional ofrecía 5 millones de lempiras para meter a un diputado entre los electos.